# Partida Sempreviva
|  | Aquest article tracta sobre escacs. Si cerqueu la planta, vegeu «Sempreviva». |

Animació de la partida

La partida Sempreviva, sovint citada simplement com a la Sempreviva (o, en anglès Evergreen Game), és una coneguda partida d'escacs que es va jugar a Berlín el 1852 entre Adolf Anderssen i Jean Dufresne.
Adolf Anderssen fou un dels millors jugadors d'escacs de la seva època, i era considerat per molts com el millor jugador del món, després que hagués guanyat el Torneig de Londres 1851. Jean Dufresne, un popular escriptor de llibres d'escacs, era considerat un mestre menor, però d'una habilitat considerable. Aquesta fou una partida informal, com també ho va ser la Immortal.
Wilhelm Steinitz va descriure la partida posteriorment com a «La Immergrün a la corona de llorer d'Anderssen»), donant així a la partida el nom pel qual seria recordada. La paraula alemanya Immergrün (literalment, «Sempre verda»), usada per Steinitz, es refereix a una planta específica de fulla perenne, anomenada vinca en català. El significat simbòlic seria més aviat el corresponent a una traducció no literal: la «partida Sempreviva», o fins i tot «partida Semprejove».
|  |

## La partida
|   | a | b | c | d | e | f | g | h |   |
| 8 | a8 negres torre · c8 negres alfil · d8 negres dama · e8 negres rei · g8 negres cavall · h8 negres torre · a7 negres peó · b7 negres peó · c7 negres peó · d7 negres peó · f7 negres peó · g7 negres peó · h7 negres peó · c6 negres cavall · a5 negres alfil · c4 blanques alfil · e4 blanques peó · c3 blanques peó · d3 negres peó · f3 blanques cavall · a2 blanques peó · f2 blanques peó · g2 blanques peó · h2 blanques peó · a1 blanques torre · b1 blanques cavall · c1 blanques alfil · d1 blanques dama · f1 blanques torre · g1 blanques rei | a8 negres torre · c8 negres alfil · d8 negres dama · e8 negres rei · g8 negres cavall · h8 negres torre · a7 negres peó · b7 negres peó · c7 negres peó · d7 negres peó · f7 negres peó · g7 negres peó · h7 negres peó · c6 negres cavall · a5 negres alfil · c4 blanques alfil · e4 blanques peó · c3 blanques peó · d3 negres peó · f3 blanques cavall · a2 blanques peó · f2 blanques peó · g2 blanques peó · h2 blanques peó · a1 blanques torre · b1 blanques cavall · c1 blanques alfil · d1 blanques dama · f1 blanques torre · g1 blanques rei | a8 negres torre · c8 negres alfil · d8 negres dama · e8 negres rei · g8 negres cavall · h8 negres torre · a7 negres peó · b7 negres peó · c7 negres peó · d7 negres peó · f7 negres peó · g7 negres peó · h7 negres peó · c6 negres cavall · a5 negres alfil · c4 blanques alfil · e4 blanques peó · c3 blanques peó · d3 negres peó · f3 blanques cavall · a2 blanques peó · f2 blanques peó · g2 blanques peó · h2 blanques peó · a1 blanques torre · b1 blanques cavall · c1 blanques alfil · d1 blanques dama · f1 blanques torre · g1 blanques rei | a8 negres torre · c8 negres alfil · d8 negres dama · e8 negres rei · g8 negres cavall · h8 negres torre · a7 negres peó · b7 negres peó · c7 negres peó · d7 negres peó · f7 negres peó · g7 negres peó · h7 negres peó · c6 negres cavall · a5 negres alfil · c4 blanques alfil · e4 blanques peó · c3 blanques peó · d3 negres peó · f3 blanques cavall · a2 blanques peó · f2 blanques peó · g2 blanques peó · h2 blanques peó · a1 blanques torre · b1 blanques cavall · c1 blanques alfil · d1 blanques dama · f1 blanques torre · g1 blanques rei | a8 negres torre · c8 negres alfil · d8 negres dama · e8 negres rei · g8 negres cavall · h8 negres torre · a7 negres peó · b7 negres peó · c7 negres peó · d7 negres peó · f7 negres peó · g7 negres peó · h7 negres peó · c6 negres cavall · a5 negres alfil · c4 blanques alfil · e4 blanques peó · c3 blanques peó · d3 negres peó · f3 blanques cavall · a2 blanques peó · f2 blanques peó · g2 blanques peó · h2 blanques peó · a1 blanques torre · b1 blanques cavall · c1 blanques alfil · d1 blanques dama · f1 blanques torre · g1 blanques rei | a8 negres torre · c8 negres alfil · d8 negres dama · e8 negres rei · g8 negres cavall · h8 negres torre · a7 negres peó · b7 negres peó · c7 negres peó · d7 negres peó · f7 negres peó · g7 negres peó · h7 negres peó · c6 negres cavall · a5 negres alfil · c4 blanques alfil · e4 blanques peó · c3 blanques peó · d3 negres peó · f3 blanques cavall · a2 blanques peó · f2 blanques peó · g2 blanques peó · h2 blanques peó · a1 blanques torre · b1 blanques cavall · c1 blanques alfil · d1 blanques dama · f1 blanques torre · g1 blanques rei | a8 negres torre · c8 negres alfil · d8 negres dama · e8 negres rei · g8 negres cavall · h8 negres torre · a7 negres peó · b7 negres peó · c7 negres peó · d7 negres peó · f7 negres peó · g7 negres peó · h7 negres peó · c6 negres cavall · a5 negres alfil · c4 blanques alfil · e4 blanques peó · c3 blanques peó · d3 negres peó · f3 blanques cavall · a2 blanques peó · f2 blanques peó · g2 blanques peó · h2 blanques peó · a1 blanques torre · b1 blanques cavall · c1 blanques alfil · d1 blanques dama · f1 blanques torre · g1 blanques rei | a8 negres torre · c8 negres alfil · d8 negres dama · e8 negres rei · g8 negres cavall · h8 negres torre · a7 negres peó · b7 negres peó · c7 negres peó · d7 negres peó · f7 negres peó · g7 negres peó · h7 negres peó · c6 negres cavall · a5 negres alfil · c4 blanques alfil · e4 blanques peó · c3 blanques peó · d3 negres peó · f3 blanques cavall · a2 blanques peó · f2 blanques peó · g2 blanques peó · h2 blanques peó · a1 blanques torre · b1 blanques cavall · c1 blanques alfil · d1 blanques dama · f1 blanques torre · g1 blanques rei | 8 |
| 7 | a8 negres torre · c8 negres alfil · d8 negres dama · e8 negres rei · g8 negres cavall · h8 negres torre · a7 negres peó · b7 negres peó · c7 negres peó · d7 negres peó · f7 negres peó · g7 negres peó · h7 negres peó · c6 negres cavall · a5 negres alfil · c4 blanques alfil · e4 blanques peó · c3 blanques peó · d3 negres peó · f3 blanques cavall · a2 blanques peó · f2 blanques peó · g2 blanques peó · h2 blanques peó · a1 blanques torre · b1 blanques cavall · c1 blanques alfil · d1 blanques dama · f1 blanques torre · g1 blanques rei | a8 negres torre · c8 negres alfil · d8 negres dama · e8 negres rei · g8 negres cavall · h8 negres torre · a7 negres peó · b7 negres peó · c7 negres peó · d7 negres peó · f7 negres peó · g7 negres peó · h7 negres peó · c6 negres cavall · a5 negres alfil · c4 blanques alfil · e4 blanques peó · c3 blanques peó · d3 negres peó · f3 blanques cavall · a2 blanques peó · f2 blanques peó · g2 blanques peó · h2 blanques peó · a1 blanques torre · b1 blanques cavall · c1 blanques alfil · d1 blanques dama · f1 blanques torre · g1 blanques rei | a8 negres torre · c8 negres alfil · d8 negres dama · e8 negres rei · g8 negres cavall · h8 negres torre · a7 negres peó · b7 negres peó · c7 negres peó · d7 negres peó · f7 negres peó · g7 negres peó · h7 negres peó · c6 negres cavall · a5 negres alfil · c4 blanques alfil · e4 blanques peó · c3 blanques peó · d3 negres peó · f3 blanques cavall · a2 blanques peó · f2 blanques peó · g2 blanques peó · h2 blanques peó · a1 blanques torre · b1 blanques cavall · c1 blanques alfil · d1 blanques dama · f1 blanques torre · g1 blanques rei | a8 negres torre · c8 negres alfil · d8 negres dama · e8 negres rei · g8 negres cavall · h8 negres torre · a7 negres peó · b7 negres peó · c7 negres peó · d7 negres peó · f7 negres peó · g7 negres peó · h7 negres peó · c6 negres cavall · a5 negres alfil · c4 blanques alfil · e4 blanques peó · c3 blanques peó · d3 negres peó · f3 blanques cavall · a2 blanques peó · f2 blanques peó · g2 blanques peó · h2 blanques peó · a1 blanques torre · b1 blanques cavall · c1 blanques alfil · d1 blanques dama · f1 blanques torre · g1 blanques rei | a8 negres torre · c8 negres alfil · d8 negres dama · e8 negres rei · g8 negres cavall · h8 negres torre · a7 negres peó · b7 negres peó · c7 negres peó · d7 negres peó · f7 negres peó · g7 negres peó · h7 negres peó · c6 negres cavall · a5 negres alfil · c4 blanques alfil · e4 blanques peó · c3 blanques peó · d3 negres peó · f3 blanques cavall · a2 blanques peó · f2 blanques peó · g2 blanques peó · h2 blanques peó · a1 blanques torre · b1 blanques cavall · c1 blanques alfil · d1 blanques dama · f1 blanques torre · g1 blanques rei | a8 negres torre · c8 negres alfil · d8 negres dama · e8 negres rei · g8 negres cavall · h8 negres torre · a7 negres peó · b7 negres peó · c7 negres peó · d7 negres peó · f7 negres peó · g7 negres peó · h7 negres peó · c6 negres cavall · a5 negres alfil · c4 blanques alfil · e4 blanques peó · c3 blanques peó · d3 negres peó · f3 blanques cavall · a2 blanques peó · f2 blanques peó · g2 blanques peó · h2 blanques peó · a1 blanques torre · b1 blanques cavall · c1 blanques alfil · d1 blanques dama · f1 blanques torre · g1 blanques rei | a8 negres torre · c8 negres alfil · d8 negres dama · e8 negres rei · g8 negres cavall · h8 negres torre · a7 negres peó · b7 negres peó · c7 negres peó · d7 negres peó · f7 negres peó · g7 negres peó · h7 negres peó · c6 negres cavall · a5 negres alfil · c4 blanques alfil · e4 blanques peó · c3 blanques peó · d3 negres peó · f3 blanques cavall · a2 blanques peó · f2 blanques peó · g2 blanques peó · h2 blanques peó · a1 blanques torre · b1 blanques cavall · c1 blanques alfil · d1 blanques dama · f1 blanques torre · g1 blanques rei | a8 negres torre · c8 negres alfil · d8 negres dama · e8 negres rei · g8 negres cavall · h8 negres torre · a7 negres peó · b7 negres peó · c7 negres peó · d7 negres peó · f7 negres peó · g7 negres peó · h7 negres peó · c6 negres cavall · a5 negres alfil · c4 blanques alfil · e4 blanques peó · c3 blanques peó · d3 negres peó · f3 blanques cavall · a2 blanques peó · f2 blanques peó · g2 blanques peó · h2 blanques peó · a1 blanques torre · b1 blanques cavall · c1 blanques alfil · d1 blanques dama · f1 blanques torre · g1 blanques rei | 7 |
| 6 | a8 negres torre · c8 negres alfil · d8 negres dama · e8 negres rei · g8 negres cavall · h8 negres torre · a7 negres peó · b7 negres peó · c7 negres peó · d7 negres peó · f7 negres peó · g7 negres peó · h7 negres peó · c6 negres cavall · a5 negres alfil · c4 blanques alfil · e4 blanques peó · c3 blanques peó · d3 negres peó · f3 blanques cavall · a2 blanques peó · f2 blanques peó · g2 blanques peó · h2 blanques peó · a1 blanques torre · b1 blanques cavall · c1 blanques alfil · d1 blanques dama · f1 blanques torre · g1 blanques rei | a8 negres torre · c8 negres alfil · d8 negres dama · e8 negres rei · g8 negres cavall · h8 negres torre · a7 negres peó · b7 negres peó · c7 negres peó · d7 negres peó · f7 negres peó · g7 negres peó · h7 negres peó · c6 negres cavall · a5 negres alfil · c4 blanques alfil · e4 blanques peó · c3 blanques peó · d3 negres peó · f3 blanques cavall · a2 blanques peó · f2 blanques peó · g2 blanques peó · h2 blanques peó · a1 blanques torre · b1 blanques cavall · c1 blanques alfil · d1 blanques dama · f1 blanques torre · g1 blanques rei | a8 negres torre · c8 negres alfil · d8 negres dama · e8 negres rei · g8 negres cavall · h8 negres torre · a7 negres peó · b7 negres peó · c7 negres peó · d7 negres peó · f7 negres peó · g7 negres peó · h7 negres peó · c6 negres cavall · a5 negres alfil · c4 blanques alfil · e4 blanques peó · c3 blanques peó · d3 negres peó · f3 blanques cavall · a2 blanques peó · f2 blanques peó · g2 blanques peó · h2 blanques peó · a1 blanques torre · b1 blanques cavall · c1 blanques alfil · d1 blanques dama · f1 blanques torre · g1 blanques rei | a8 negres torre · c8 negres alfil · d8 negres dama · e8 negres rei · g8 negres cavall · h8 negres torre · a7 negres peó · b7 negres peó · c7 negres peó · d7 negres peó · f7 negres peó · g7 negres peó · h7 negres peó · c6 negres cavall · a5 negres alfil · c4 blanques alfil · e4 blanques peó · c3 blanques peó · d3 negres peó · f3 blanques cavall · a2 blanques peó · f2 blanques peó · g2 blanques peó · h2 blanques peó · a1 blanques torre · b1 blanques cavall · c1 blanques alfil · d1 blanques dama · f1 blanques torre · g1 blanques rei | a8 negres torre · c8 negres alfil · d8 negres dama · e8 negres rei · g8 negres cavall · h8 negres torre · a7 negres peó · b7 negres peó · c7 negres peó · d7 negres peó · f7 negres peó · g7 negres peó · h7 negres peó · c6 negres cavall · a5 negres alfil · c4 blanques alfil · e4 blanques peó · c3 blanques peó · d3 negres peó · f3 blanques cavall · a2 blanques peó · f2 blanques peó · g2 blanques peó · h2 blanques peó · a1 blanques torre · b1 blanques cavall · c1 blanques alfil · d1 blanques dama · f1 blanques torre · g1 blanques rei | a8 negres torre · c8 negres alfil · d8 negres dama · e8 negres rei · g8 negres cavall · h8 negres torre · a7 negres peó · b7 negres peó · c7 negres peó · d7 negres peó · f7 negres peó · g7 negres peó · h7 negres peó · c6 negres cavall · a5 negres alfil · c4 blanques alfil · e4 blanques peó · c3 blanques peó · d3 negres peó · f3 blanques cavall · a2 blanques peó · f2 blanques peó · g2 blanques peó · h2 blanques peó · a1 blanques torre · b1 blanques cavall · c1 blanques alfil · d1 blanques dama · f1 blanques torre · g1 blanques rei | a8 negres torre · c8 negres alfil · d8 negres dama · e8 negres rei · g8 negres cavall · h8 negres torre · a7 negres peó · b7 negres peó · c7 negres peó · d7 negres peó · f7 negres peó · g7 negres peó · h7 negres peó · c6 negres cavall · a5 negres alfil · c4 blanques alfil · e4 blanques peó · c3 blanques peó · d3 negres peó · f3 blanques cavall · a2 blanques peó · f2 blanques peó · g2 blanques peó · h2 blanques peó · a1 blanques torre · b1 blanques cavall · c1 blanques alfil · d1 blanques dama · f1 blanques torre · g1 blanques rei | a8 negres torre · c8 negres alfil · d8 negres dama · e8 negres rei · g8 negres cavall · h8 negres torre · a7 negres peó · b7 negres peó · c7 negres peó · d7 negres peó · f7 negres peó · g7 negres peó · h7 negres peó · c6 negres cavall · a5 negres alfil · c4 blanques alfil · e4 blanques peó · c3 blanques peó · d3 negres peó · f3 blanques cavall · a2 blanques peó · f2 blanques peó · g2 blanques peó · h2 blanques peó · a1 blanques torre · b1 blanques cavall · c1 blanques alfil · d1 blanques dama · f1 blanques torre · g1 blanques rei | 6 |
| 5 | a8 negres torre · c8 negres alfil · d8 negres dama · e8 negres rei · g8 negres cavall · h8 negres torre · a7 negres peó · b7 negres peó · c7 negres peó · d7 negres peó · f7 negres peó · g7 negres peó · h7 negres peó · c6 negres cavall · a5 negres alfil · c4 blanques alfil · e4 blanques peó · c3 blanques peó · d3 negres peó · f3 blanques cavall · a2 blanques peó · f2 blanques peó · g2 blanques peó · h2 blanques peó · a1 blanques torre · b1 blanques cavall · c1 blanques alfil · d1 blanques dama · f1 blanques torre · g1 blanques rei | a8 negres torre · c8 negres alfil · d8 negres dama · e8 negres rei · g8 negres cavall · h8 negres torre · a7 negres peó · b7 negres peó · c7 negres peó · d7 negres peó · f7 negres peó · g7 negres peó · h7 negres peó · c6 negres cavall · a5 negres alfil · c4 blanques alfil · e4 blanques peó · c3 blanques peó · d3 negres peó · f3 blanques cavall · a2 blanques peó · f2 blanques peó · g2 blanques peó · h2 blanques peó · a1 blanques torre · b1 blanques cavall · c1 blanques alfil · d1 blanques dama · f1 blanques torre · g1 blanques rei | a8 negres torre · c8 negres alfil · d8 negres dama · e8 negres rei · g8 negres cavall · h8 negres torre · a7 negres peó · b7 negres peó · c7 negres peó · d7 negres peó · f7 negres peó · g7 negres peó · h7 negres peó · c6 negres cavall · a5 negres alfil · c4 blanques alfil · e4 blanques peó · c3 blanques peó · d3 negres peó · f3 blanques cavall · a2 blanques peó · f2 blanques peó · g2 blanques peó · h2 blanques peó · a1 blanques torre · b1 blanques cavall · c1 blanques alfil · d1 blanques dama · f1 blanques torre · g1 blanques rei | a8 negres torre · c8 negres alfil · d8 negres dama · e8 negres rei · g8 negres cavall · h8 negres torre · a7 negres peó · b7 negres peó · c7 negres peó · d7 negres peó · f7 negres peó · g7 negres peó · h7 negres peó · c6 negres cavall · a5 negres alfil · c4 blanques alfil · e4 blanques peó · c3 blanques peó · d3 negres peó · f3 blanques cavall · a2 blanques peó · f2 blanques peó · g2 blanques peó · h2 blanques peó · a1 blanques torre · b1 blanques cavall · c1 blanques alfil · d1 blanques dama · f1 blanques torre · g1 blanques rei | a8 negres torre · c8 negres alfil · d8 negres dama · e8 negres rei · g8 negres cavall · h8 negres torre · a7 negres peó · b7 negres peó · c7 negres peó · d7 negres peó · f7 negres peó · g7 negres peó · h7 negres peó · c6 negres cavall · a5 negres alfil · c4 blanques alfil · e4 blanques peó · c3 blanques peó · d3 negres peó · f3 blanques cavall · a2 blanques peó · f2 blanques peó · g2 blanques peó · h2 blanques peó · a1 blanques torre · b1 blanques cavall · c1 blanques alfil · d1 blanques dama · f1 blanques torre · g1 blanques rei | a8 negres torre · c8 negres alfil · d8 negres dama · e8 negres rei · g8 negres cavall · h8 negres torre · a7 negres peó · b7 negres peó · c7 negres peó · d7 negres peó · f7 negres peó · g7 negres peó · h7 negres peó · c6 negres cavall · a5 negres alfil · c4 blanques alfil · e4 blanques peó · c3 blanques peó · d3 negres peó · f3 blanques cavall · a2 blanques peó · f2 blanques peó · g2 blanques peó · h2 blanques peó · a1 blanques torre · b1 blanques cavall · c1 blanques alfil · d1 blanques dama · f1 blanques torre · g1 blanques rei | a8 negres torre · c8 negres alfil · d8 negres dama · e8 negres rei · g8 negres cavall · h8 negres torre · a7 negres peó · b7 negres peó · c7 negres peó · d7 negres peó · f7 negres peó · g7 negres peó · h7 negres peó · c6 negres cavall · a5 negres alfil · c4 blanques alfil · e4 blanques peó · c3 blanques peó · d3 negres peó · f3 blanques cavall · a2 blanques peó · f2 blanques peó · g2 blanques peó · h2 blanques peó · a1 blanques torre · b1 blanques cavall · c1 blanques alfil · d1 blanques dama · f1 blanques torre · g1 blanques rei | a8 negres torre · c8 negres alfil · d8 negres dama · e8 negres rei · g8 negres cavall · h8 negres torre · a7 negres peó · b7 negres peó · c7 negres peó · d7 negres peó · f7 negres peó · g7 negres peó · h7 negres peó · c6 negres cavall · a5 negres alfil · c4 blanques alfil · e4 blanques peó · c3 blanques peó · d3 negres peó · f3 blanques cavall · a2 blanques peó · f2 blanques peó · g2 blanques peó · h2 blanques peó · a1 blanques torre · b1 blanques cavall · c1 blanques alfil · d1 blanques dama · f1 blanques torre · g1 blanques rei | 5 |
| 4 | a8 negres torre · c8 negres alfil · d8 negres dama · e8 negres rei · g8 negres cavall · h8 negres torre · a7 negres peó · b7 negres peó · c7 negres peó · d7 negres peó · f7 negres peó · g7 negres peó · h7 negres peó · c6 negres cavall · a5 negres alfil · c4 blanques alfil · e4 blanques peó · c3 blanques peó · d3 negres peó · f3 blanques cavall · a2 blanques peó · f2 blanques peó · g2 blanques peó · h2 blanques peó · a1 blanques torre · b1 blanques cavall · c1 blanques alfil · d1 blanques dama · f1 blanques torre · g1 blanques rei | a8 negres torre · c8 negres alfil · d8 negres dama · e8 negres rei · g8 negres cavall · h8 negres torre · a7 negres peó · b7 negres peó · c7 negres peó · d7 negres peó · f7 negres peó · g7 negres peó · h7 negres peó · c6 negres cavall · a5 negres alfil · c4 blanques alfil · e4 blanques peó · c3 blanques peó · d3 negres peó · f3 blanques cavall · a2 blanques peó · f2 blanques peó · g2 blanques peó · h2 blanques peó · a1 blanques torre · b1 blanques cavall · c1 blanques alfil · d1 blanques dama · f1 blanques torre · g1 blanques rei | a8 negres torre · c8 negres alfil · d8 negres dama · e8 negres rei · g8 negres cavall · h8 negres torre · a7 negres peó · b7 negres peó · c7 negres peó · d7 negres peó · f7 negres peó · g7 negres peó · h7 negres peó · c6 negres cavall · a5 negres alfil · c4 blanques alfil · e4 blanques peó · c3 blanques peó · d3 negres peó · f3 blanques cavall · a2 blanques peó · f2 blanques peó · g2 blanques peó · h2 blanques peó · a1 blanques torre · b1 blanques cavall · c1 blanques alfil · d1 blanques dama · f1 blanques torre · g1 blanques rei | a8 negres torre · c8 negres alfil · d8 negres dama · e8 negres rei · g8 negres cavall · h8 negres torre · a7 negres peó · b7 negres peó · c7 negres peó · d7 negres peó · f7 negres peó · g7 negres peó · h7 negres peó · c6 negres cavall · a5 negres alfil · c4 blanques alfil · e4 blanques peó · c3 blanques peó · d3 negres peó · f3 blanques cavall · a2 blanques peó · f2 blanques peó · g2 blanques peó · h2 blanques peó · a1 blanques torre · b1 blanques cavall · c1 blanques alfil · d1 blanques dama · f1 blanques torre · g1 blanques rei | a8 negres torre · c8 negres alfil · d8 negres dama · e8 negres rei · g8 negres cavall · h8 negres torre · a7 negres peó · b7 negres peó · c7 negres peó · d7 negres peó · f7 negres peó · g7 negres peó · h7 negres peó · c6 negres cavall · a5 negres alfil · c4 blanques alfil · e4 blanques peó · c3 blanques peó · d3 negres peó · f3 blanques cavall · a2 blanques peó · f2 blanques peó · g2 blanques peó · h2 blanques peó · a1 blanques torre · b1 blanques cavall · c1 blanques alfil · d1 blanques dama · f1 blanques torre · g1 blanques rei | a8 negres torre · c8 negres alfil · d8 negres dama · e8 negres rei · g8 negres cavall · h8 negres torre · a7 negres peó · b7 negres peó · c7 negres peó · d7 negres peó · f7 negres peó · g7 negres peó · h7 negres peó · c6 negres cavall · a5 negres alfil · c4 blanques alfil · e4 blanques peó · c3 blanques peó · d3 negres peó · f3 blanques cavall · a2 blanques peó · f2 blanques peó · g2 blanques peó · h2 blanques peó · a1 blanques torre · b1 blanques cavall · c1 blanques alfil · d1 blanques dama · f1 blanques torre · g1 blanques rei | a8 negres torre · c8 negres alfil · d8 negres dama · e8 negres rei · g8 negres cavall · h8 negres torre · a7 negres peó · b7 negres peó · c7 negres peó · d7 negres peó · f7 negres peó · g7 negres peó · h7 negres peó · c6 negres cavall · a5 negres alfil · c4 blanques alfil · e4 blanques peó · c3 blanques peó · d3 negres peó · f3 blanques cavall · a2 blanques peó · f2 blanques peó · g2 blanques peó · h2 blanques peó · a1 blanques torre · b1 blanques cavall · c1 blanques alfil · d1 blanques dama · f1 blanques torre · g1 blanques rei | a8 negres torre · c8 negres alfil · d8 negres dama · e8 negres rei · g8 negres cavall · h8 negres torre · a7 negres peó · b7 negres peó · c7 negres peó · d7 negres peó · f7 negres peó · g7 negres peó · h7 negres peó · c6 negres cavall · a5 negres alfil · c4 blanques alfil · e4 blanques peó · c3 blanques peó · d3 negres peó · f3 blanques cavall · a2 blanques peó · f2 blanques peó · g2 blanques peó · h2 blanques peó · a1 blanques torre · b1 blanques cavall · c1 blanques alfil · d1 blanques dama · f1 blanques torre · g1 blanques rei | 4 |
| 3 | a8 negres torre · c8 negres alfil · d8 negres dama · e8 negres rei · g8 negres cavall · h8 negres torre · a7 negres peó · b7 negres peó · c7 negres peó · d7 negres peó · f7 negres peó · g7 negres peó · h7 negres peó · c6 negres cavall · a5 negres alfil · c4 blanques alfil · e4 blanques peó · c3 blanques peó · d3 negres peó · f3 blanques cavall · a2 blanques peó · f2 blanques peó · g2 blanques peó · h2 blanques peó · a1 blanques torre · b1 blanques cavall · c1 blanques alfil · d1 blanques dama · f1 blanques torre · g1 blanques rei | a8 negres torre · c8 negres alfil · d8 negres dama · e8 negres rei · g8 negres cavall · h8 negres torre · a7 negres peó · b7 negres peó · c7 negres peó · d7 negres peó · f7 negres peó · g7 negres peó · h7 negres peó · c6 negres cavall · a5 negres alfil · c4 blanques alfil · e4 blanques peó · c3 blanques peó · d3 negres peó · f3 blanques cavall · a2 blanques peó · f2 blanques peó · g2 blanques peó · h2 blanques peó · a1 blanques torre · b1 blanques cavall · c1 blanques alfil · d1 blanques dama · f1 blanques torre · g1 blanques rei | a8 negres torre · c8 negres alfil · d8 negres dama · e8 negres rei · g8 negres cavall · h8 negres torre · a7 negres peó · b7 negres peó · c7 negres peó · d7 negres peó · f7 negres peó · g7 negres peó · h7 negres peó · c6 negres cavall · a5 negres alfil · c4 blanques alfil · e4 blanques peó · c3 blanques peó · d3 negres peó · f3 blanques cavall · a2 blanques peó · f2 blanques peó · g2 blanques peó · h2 blanques peó · a1 blanques torre · b1 blanques cavall · c1 blanques alfil · d1 blanques dama · f1 blanques torre · g1 blanques rei | a8 negres torre · c8 negres alfil · d8 negres dama · e8 negres rei · g8 negres cavall · h8 negres torre · a7 negres peó · b7 negres peó · c7 negres peó · d7 negres peó · f7 negres peó · g7 negres peó · h7 negres peó · c6 negres cavall · a5 negres alfil · c4 blanques alfil · e4 blanques peó · c3 blanques peó · d3 negres peó · f3 blanques cavall · a2 blanques peó · f2 blanques peó · g2 blanques peó · h2 blanques peó · a1 blanques torre · b1 blanques cavall · c1 blanques alfil · d1 blanques dama · f1 blanques torre · g1 blanques rei | a8 negres torre · c8 negres alfil · d8 negres dama · e8 negres rei · g8 negres cavall · h8 negres torre · a7 negres peó · b7 negres peó · c7 negres peó · d7 negres peó · f7 negres peó · g7 negres peó · h7 negres peó · c6 negres cavall · a5 negres alfil · c4 blanques alfil · e4 blanques peó · c3 blanques peó · d3 negres peó · f3 blanques cavall · a2 blanques peó · f2 blanques peó · g2 blanques peó · h2 blanques peó · a1 blanques torre · b1 blanques cavall · c1 blanques alfil · d1 blanques dama · f1 blanques torre · g1 blanques rei | a8 negres torre · c8 negres alfil · d8 negres dama · e8 negres rei · g8 negres cavall · h8 negres torre · a7 negres peó · b7 negres peó · c7 negres peó · d7 negres peó · f7 negres peó · g7 negres peó · h7 negres peó · c6 negres cavall · a5 negres alfil · c4 blanques alfil · e4 blanques peó · c3 blanques peó · d3 negres peó · f3 blanques cavall · a2 blanques peó · f2 blanques peó · g2 blanques peó · h2 blanques peó · a1 blanques torre · b1 blanques cavall · c1 blanques alfil · d1 blanques dama · f1 blanques torre · g1 blanques rei | a8 negres torre · c8 negres alfil · d8 negres dama · e8 negres rei · g8 negres cavall · h8 negres torre · a7 negres peó · b7 negres peó · c7 negres peó · d7 negres peó · f7 negres peó · g7 negres peó · h7 negres peó · c6 negres cavall · a5 negres alfil · c4 blanques alfil · e4 blanques peó · c3 blanques peó · d3 negres peó · f3 blanques cavall · a2 blanques peó · f2 blanques peó · g2 blanques peó · h2 blanques peó · a1 blanques torre · b1 blanques cavall · c1 blanques alfil · d1 blanques dama · f1 blanques torre · g1 blanques rei | a8 negres torre · c8 negres alfil · d8 negres dama · e8 negres rei · g8 negres cavall · h8 negres torre · a7 negres peó · b7 negres peó · c7 negres peó · d7 negres peó · f7 negres peó · g7 negres peó · h7 negres peó · c6 negres cavall · a5 negres alfil · c4 blanques alfil · e4 blanques peó · c3 blanques peó · d3 negres peó · f3 blanques cavall · a2 blanques peó · f2 blanques peó · g2 blanques peó · h2 blanques peó · a1 blanques torre · b1 blanques cavall · c1 blanques alfil · d1 blanques dama · f1 blanques torre · g1 blanques rei | 3 |
| 2 | a8 negres torre · c8 negres alfil · d8 negres dama · e8 negres rei · g8 negres cavall · h8 negres torre · a7 negres peó · b7 negres peó · c7 negres peó · d7 negres peó · f7 negres peó · g7 negres peó · h7 negres peó · c6 negres cavall · a5 negres alfil · c4 blanques alfil · e4 blanques peó · c3 blanques peó · d3 negres peó · f3 blanques cavall · a2 blanques peó · f2 blanques peó · g2 blanques peó · h2 blanques peó · a1 blanques torre · b1 blanques cavall · c1 blanques alfil · d1 blanques dama · f1 blanques torre · g1 blanques rei | a8 negres torre · c8 negres alfil · d8 negres dama · e8 negres rei · g8 negres cavall · h8 negres torre · a7 negres peó · b7 negres peó · c7 negres peó · d7 negres peó · f7 negres peó · g7 negres peó · h7 negres peó · c6 negres cavall · a5 negres alfil · c4 blanques alfil · e4 blanques peó · c3 blanques peó · d3 negres peó · f3 blanques cavall · a2 blanques peó · f2 blanques peó · g2 blanques peó · h2 blanques peó · a1 blanques torre · b1 blanques cavall · c1 blanques alfil · d1 blanques dama · f1 blanques torre · g1 blanques rei | a8 negres torre · c8 negres alfil · d8 negres dama · e8 negres rei · g8 negres cavall · h8 negres torre · a7 negres peó · b7 negres peó · c7 negres peó · d7 negres peó · f7 negres peó · g7 negres peó · h7 negres peó · c6 negres cavall · a5 negres alfil · c4 blanques alfil · e4 blanques peó · c3 blanques peó · d3 negres peó · f3 blanques cavall · a2 blanques peó · f2 blanques peó · g2 blanques peó · h2 blanques peó · a1 blanques torre · b1 blanques cavall · c1 blanques alfil · d1 blanques dama · f1 blanques torre · g1 blanques rei | a8 negres torre · c8 negres alfil · d8 negres dama · e8 negres rei · g8 negres cavall · h8 negres torre · a7 negres peó · b7 negres peó · c7 negres peó · d7 negres peó · f7 negres peó · g7 negres peó · h7 negres peó · c6 negres cavall · a5 negres alfil · c4 blanques alfil · e4 blanques peó · c3 blanques peó · d3 negres peó · f3 blanques cavall · a2 blanques peó · f2 blanques peó · g2 blanques peó · h2 blanques peó · a1 blanques torre · b1 blanques cavall · c1 blanques alfil · d1 blanques dama · f1 blanques torre · g1 blanques rei | a8 negres torre · c8 negres alfil · d8 negres dama · e8 negres rei · g8 negres cavall · h8 negres torre · a7 negres peó · b7 negres peó · c7 negres peó · d7 negres peó · f7 negres peó · g7 negres peó · h7 negres peó · c6 negres cavall · a5 negres alfil · c4 blanques alfil · e4 blanques peó · c3 blanques peó · d3 negres peó · f3 blanques cavall · a2 blanques peó · f2 blanques peó · g2 blanques peó · h2 blanques peó · a1 blanques torre · b1 blanques cavall · c1 blanques alfil · d1 blanques dama · f1 blanques torre · g1 blanques rei | a8 negres torre · c8 negres alfil · d8 negres dama · e8 negres rei · g8 negres cavall · h8 negres torre · a7 negres peó · b7 negres peó · c7 negres peó · d7 negres peó · f7 negres peó · g7 negres peó · h7 negres peó · c6 negres cavall · a5 negres alfil · c4 blanques alfil · e4 blanques peó · c3 blanques peó · d3 negres peó · f3 blanques cavall · a2 blanques peó · f2 blanques peó · g2 blanques peó · h2 blanques peó · a1 blanques torre · b1 blanques cavall · c1 blanques alfil · d1 blanques dama · f1 blanques torre · g1 blanques rei | a8 negres torre · c8 negres alfil · d8 negres dama · e8 negres rei · g8 negres cavall · h8 negres torre · a7 negres peó · b7 negres peó · c7 negres peó · d7 negres peó · f7 negres peó · g7 negres peó · h7 negres peó · c6 negres cavall · a5 negres alfil · c4 blanques alfil · e4 blanques peó · c3 blanques peó · d3 negres peó · f3 blanques cavall · a2 blanques peó · f2 blanques peó · g2 blanques peó · h2 blanques peó · a1 blanques torre · b1 blanques cavall · c1 blanques alfil · d1 blanques dama · f1 blanques torre · g1 blanques rei | a8 negres torre · c8 negres alfil · d8 negres dama · e8 negres rei · g8 negres cavall · h8 negres torre · a7 negres peó · b7 negres peó · c7 negres peó · d7 negres peó · f7 negres peó · g7 negres peó · h7 negres peó · c6 negres cavall · a5 negres alfil · c4 blanques alfil · e4 blanques peó · c3 blanques peó · d3 negres peó · f3 blanques cavall · a2 blanques peó · f2 blanques peó · g2 blanques peó · h2 blanques peó · a1 blanques torre · b1 blanques cavall · c1 blanques alfil · d1 blanques dama · f1 blanques torre · g1 blanques rei | 2 |
| 1 | a8 negres torre · c8 negres alfil · d8 negres dama · e8 negres rei · g8 negres cavall · h8 negres torre · a7 negres peó · b7 negres peó · c7 negres peó · d7 negres peó · f7 negres peó · g7 negres peó · h7 negres peó · c6 negres cavall · a5 negres alfil · c4 blanques alfil · e4 blanques peó · c3 blanques peó · d3 negres peó · f3 blanques cavall · a2 blanques peó · f2 blanques peó · g2 blanques peó · h2 blanques peó · a1 blanques torre · b1 blanques cavall · c1 blanques alfil · d1 blanques dama · f1 blanques torre · g1 blanques rei | a8 negres torre · c8 negres alfil · d8 negres dama · e8 negres rei · g8 negres cavall · h8 negres torre · a7 negres peó · b7 negres peó · c7 negres peó · d7 negres peó · f7 negres peó · g7 negres peó · h7 negres peó · c6 negres cavall · a5 negres alfil · c4 blanques alfil · e4 blanques peó · c3 blanques peó · d3 negres peó · f3 blanques cavall · a2 blanques peó · f2 blanques peó · g2 blanques peó · h2 blanques peó · a1 blanques torre · b1 blanques cavall · c1 blanques alfil · d1 blanques dama · f1 blanques torre · g1 blanques rei | a8 negres torre · c8 negres alfil · d8 negres dama · e8 negres rei · g8 negres cavall · h8 negres torre · a7 negres peó · b7 negres peó · c7 negres peó · d7 negres peó · f7 negres peó · g7 negres peó · h7 negres peó · c6 negres cavall · a5 negres alfil · c4 blanques alfil · e4 blanques peó · c3 blanques peó · d3 negres peó · f3 blanques cavall · a2 blanques peó · f2 blanques peó · g2 blanques peó · h2 blanques peó · a1 blanques torre · b1 blanques cavall · c1 blanques alfil · d1 blanques dama · f1 blanques torre · g1 blanques rei | a8 negres torre · c8 negres alfil · d8 negres dama · e8 negres rei · g8 negres cavall · h8 negres torre · a7 negres peó · b7 negres peó · c7 negres peó · d7 negres peó · f7 negres peó · g7 negres peó · h7 negres peó · c6 negres cavall · a5 negres alfil · c4 blanques alfil · e4 blanques peó · c3 blanques peó · d3 negres peó · f3 blanques cavall · a2 blanques peó · f2 blanques peó · g2 blanques peó · h2 blanques peó · a1 blanques torre · b1 blanques cavall · c1 blanques alfil · d1 blanques dama · f1 blanques torre · g1 blanques rei | a8 negres torre · c8 negres alfil · d8 negres dama · e8 negres rei · g8 negres cavall · h8 negres torre · a7 negres peó · b7 negres peó · c7 negres peó · d7 negres peó · f7 negres peó · g7 negres peó · h7 negres peó · c6 negres cavall · a5 negres alfil · c4 blanques alfil · e4 blanques peó · c3 blanques peó · d3 negres peó · f3 blanques cavall · a2 blanques peó · f2 blanques peó · g2 blanques peó · h2 blanques peó · a1 blanques torre · b1 blanques cavall · c1 blanques alfil · d1 blanques dama · f1 blanques torre · g1 blanques rei | a8 negres torre · c8 negres alfil · d8 negres dama · e8 negres rei · g8 negres cavall · h8 negres torre · a7 negres peó · b7 negres peó · c7 negres peó · d7 negres peó · f7 negres peó · g7 negres peó · h7 negres peó · c6 negres cavall · a5 negres alfil · c4 blanques alfil · e4 blanques peó · c3 blanques peó · d3 negres peó · f3 blanques cavall · a2 blanques peó · f2 blanques peó · g2 blanques peó · h2 blanques peó · a1 blanques torre · b1 blanques cavall · c1 blanques alfil · d1 blanques dama · f1 blanques torre · g1 blanques rei | a8 negres torre · c8 negres alfil · d8 negres dama · e8 negres rei · g8 negres cavall · h8 negres torre · a7 negres peó · b7 negres peó · c7 negres peó · d7 negres peó · f7 negres peó · g7 negres peó · h7 negres peó · c6 negres cavall · a5 negres alfil · c4 blanques alfil · e4 blanques peó · c3 blanques peó · d3 negres peó · f3 blanques cavall · a2 blanques peó · f2 blanques peó · g2 blanques peó · h2 blanques peó · a1 blanques torre · b1 blanques cavall · c1 blanques alfil · d1 blanques dama · f1 blanques torre · g1 blanques rei | a8 negres torre · c8 negres alfil · d8 negres dama · e8 negres rei · g8 negres cavall · h8 negres torre · a7 negres peó · b7 negres peó · c7 negres peó · d7 negres peó · f7 negres peó · g7 negres peó · h7 negres peó · c6 negres cavall · a5 negres alfil · c4 blanques alfil · e4 blanques peó · c3 blanques peó · d3 negres peó · f3 blanques cavall · a2 blanques peó · f2 blanques peó · g2 blanques peó · h2 blanques peó · a1 blanques torre · b1 blanques cavall · c1 blanques alfil · d1 blanques dama · f1 blanques torre · g1 blanques rei | 1 |
|   | a | b | c | d | e | f | g | h |   |

Blanques: Anderssen   Negres: Dufresne   Obertura: gambit Evans, C52
1. e4 e5 2. Cf3 Cc6 3. Ac4 Ac5 4. b4
Aquest és el gambit Evans, una obertura popular al segle xix i encara avui vista ocasionalment. Les blanques entreguen material a canvi d'avantatge en el desenvolupament.
4... Axb4 5. c3 Aa5 6. d4 exd4 7. 0-0 d3?!
Aquesta no és considerada una bona resposta; són moviments alternatius 7...dxc3 o 7...d6.
8. Db3!?
Atacant immediatament el peó-f7, però el Mestre de la FIDE Graham Burgess suggereix com a millor 8.Te1 (Burgess, Nunn & Emms 2004:20).
8... Df6 9. e5 Dg6
El peó blanc d'e5 no es pot prendre; si 9...Cxe5, llavors 10.Te1 d6 11.Da4+, enforquillant el rei i l'alfil i guanyant una peça.
|   | a | b | c | d | e | f | g | h |   |
| 8 | a8 negres torre · c8 negres alfil · e8 negres rei · g8 negres cavall · h8 negres torre · a7 negres peó · b7 negres peó · c7 negres peó · d7 negres peó · f7 negres peó · g7 negres peó · h7 negres peó · c6 negres cavall · g6 negres dama · a5 negres alfil · e5 blanques peó · c4 blanques alfil · b3 blanques dama · c3 blanques peó · d3 negres peó · f3 blanques cavall · a2 blanques peó · f2 blanques peó · g2 blanques peó · h2 blanques peó · a1 blanques torre · b1 blanques cavall · c1 blanques alfil · e1 blanques torre · g1 blanques rei | a8 negres torre · c8 negres alfil · e8 negres rei · g8 negres cavall · h8 negres torre · a7 negres peó · b7 negres peó · c7 negres peó · d7 negres peó · f7 negres peó · g7 negres peó · h7 negres peó · c6 negres cavall · g6 negres dama · a5 negres alfil · e5 blanques peó · c4 blanques alfil · b3 blanques dama · c3 blanques peó · d3 negres peó · f3 blanques cavall · a2 blanques peó · f2 blanques peó · g2 blanques peó · h2 blanques peó · a1 blanques torre · b1 blanques cavall · c1 blanques alfil · e1 blanques torre · g1 blanques rei | a8 negres torre · c8 negres alfil · e8 negres rei · g8 negres cavall · h8 negres torre · a7 negres peó · b7 negres peó · c7 negres peó · d7 negres peó · f7 negres peó · g7 negres peó · h7 negres peó · c6 negres cavall · g6 negres dama · a5 negres alfil · e5 blanques peó · c4 blanques alfil · b3 blanques dama · c3 blanques peó · d3 negres peó · f3 blanques cavall · a2 blanques peó · f2 blanques peó · g2 blanques peó · h2 blanques peó · a1 blanques torre · b1 blanques cavall · c1 blanques alfil · e1 blanques torre · g1 blanques rei | a8 negres torre · c8 negres alfil · e8 negres rei · g8 negres cavall · h8 negres torre · a7 negres peó · b7 negres peó · c7 negres peó · d7 negres peó · f7 negres peó · g7 negres peó · h7 negres peó · c6 negres cavall · g6 negres dama · a5 negres alfil · e5 blanques peó · c4 blanques alfil · b3 blanques dama · c3 blanques peó · d3 negres peó · f3 blanques cavall · a2 blanques peó · f2 blanques peó · g2 blanques peó · h2 blanques peó · a1 blanques torre · b1 blanques cavall · c1 blanques alfil · e1 blanques torre · g1 blanques rei | a8 negres torre · c8 negres alfil · e8 negres rei · g8 negres cavall · h8 negres torre · a7 negres peó · b7 negres peó · c7 negres peó · d7 negres peó · f7 negres peó · g7 negres peó · h7 negres peó · c6 negres cavall · g6 negres dama · a5 negres alfil · e5 blanques peó · c4 blanques alfil · b3 blanques dama · c3 blanques peó · d3 negres peó · f3 blanques cavall · a2 blanques peó · f2 blanques peó · g2 blanques peó · h2 blanques peó · a1 blanques torre · b1 blanques cavall · c1 blanques alfil · e1 blanques torre · g1 blanques rei | a8 negres torre · c8 negres alfil · e8 negres rei · g8 negres cavall · h8 negres torre · a7 negres peó · b7 negres peó · c7 negres peó · d7 negres peó · f7 negres peó · g7 negres peó · h7 negres peó · c6 negres cavall · g6 negres dama · a5 negres alfil · e5 blanques peó · c4 blanques alfil · b3 blanques dama · c3 blanques peó · d3 negres peó · f3 blanques cavall · a2 blanques peó · f2 blanques peó · g2 blanques peó · h2 blanques peó · a1 blanques torre · b1 blanques cavall · c1 blanques alfil · e1 blanques torre · g1 blanques rei | a8 negres torre · c8 negres alfil · e8 negres rei · g8 negres cavall · h8 negres torre · a7 negres peó · b7 negres peó · c7 negres peó · d7 negres peó · f7 negres peó · g7 negres peó · h7 negres peó · c6 negres cavall · g6 negres dama · a5 negres alfil · e5 blanques peó · c4 blanques alfil · b3 blanques dama · c3 blanques peó · d3 negres peó · f3 blanques cavall · a2 blanques peó · f2 blanques peó · g2 blanques peó · h2 blanques peó · a1 blanques torre · b1 blanques cavall · c1 blanques alfil · e1 blanques torre · g1 blanques rei | a8 negres torre · c8 negres alfil · e8 negres rei · g8 negres cavall · h8 negres torre · a7 negres peó · b7 negres peó · c7 negres peó · d7 negres peó · f7 negres peó · g7 negres peó · h7 negres peó · c6 negres cavall · g6 negres dama · a5 negres alfil · e5 blanques peó · c4 blanques alfil · b3 blanques dama · c3 blanques peó · d3 negres peó · f3 blanques cavall · a2 blanques peó · f2 blanques peó · g2 blanques peó · h2 blanques peó · a1 blanques torre · b1 blanques cavall · c1 blanques alfil · e1 blanques torre · g1 blanques rei | 8 |
| 7 | a8 negres torre · c8 negres alfil · e8 negres rei · g8 negres cavall · h8 negres torre · a7 negres peó · b7 negres peó · c7 negres peó · d7 negres peó · f7 negres peó · g7 negres peó · h7 negres peó · c6 negres cavall · g6 negres dama · a5 negres alfil · e5 blanques peó · c4 blanques alfil · b3 blanques dama · c3 blanques peó · d3 negres peó · f3 blanques cavall · a2 blanques peó · f2 blanques peó · g2 blanques peó · h2 blanques peó · a1 blanques torre · b1 blanques cavall · c1 blanques alfil · e1 blanques torre · g1 blanques rei | a8 negres torre · c8 negres alfil · e8 negres rei · g8 negres cavall · h8 negres torre · a7 negres peó · b7 negres peó · c7 negres peó · d7 negres peó · f7 negres peó · g7 negres peó · h7 negres peó · c6 negres cavall · g6 negres dama · a5 negres alfil · e5 blanques peó · c4 blanques alfil · b3 blanques dama · c3 blanques peó · d3 negres peó · f3 blanques cavall · a2 blanques peó · f2 blanques peó · g2 blanques peó · h2 blanques peó · a1 blanques torre · b1 blanques cavall · c1 blanques alfil · e1 blanques torre · g1 blanques rei | a8 negres torre · c8 negres alfil · e8 negres rei · g8 negres cavall · h8 negres torre · a7 negres peó · b7 negres peó · c7 negres peó · d7 negres peó · f7 negres peó · g7 negres peó · h7 negres peó · c6 negres cavall · g6 negres dama · a5 negres alfil · e5 blanques peó · c4 blanques alfil · b3 blanques dama · c3 blanques peó · d3 negres peó · f3 blanques cavall · a2 blanques peó · f2 blanques peó · g2 blanques peó · h2 blanques peó · a1 blanques torre · b1 blanques cavall · c1 blanques alfil · e1 blanques torre · g1 blanques rei | a8 negres torre · c8 negres alfil · e8 negres rei · g8 negres cavall · h8 negres torre · a7 negres peó · b7 negres peó · c7 negres peó · d7 negres peó · f7 negres peó · g7 negres peó · h7 negres peó · c6 negres cavall · g6 negres dama · a5 negres alfil · e5 blanques peó · c4 blanques alfil · b3 blanques dama · c3 blanques peó · d3 negres peó · f3 blanques cavall · a2 blanques peó · f2 blanques peó · g2 blanques peó · h2 blanques peó · a1 blanques torre · b1 blanques cavall · c1 blanques alfil · e1 blanques torre · g1 blanques rei | a8 negres torre · c8 negres alfil · e8 negres rei · g8 negres cavall · h8 negres torre · a7 negres peó · b7 negres peó · c7 negres peó · d7 negres peó · f7 negres peó · g7 negres peó · h7 negres peó · c6 negres cavall · g6 negres dama · a5 negres alfil · e5 blanques peó · c4 blanques alfil · b3 blanques dama · c3 blanques peó · d3 negres peó · f3 blanques cavall · a2 blanques peó · f2 blanques peó · g2 blanques peó · h2 blanques peó · a1 blanques torre · b1 blanques cavall · c1 blanques alfil · e1 blanques torre · g1 blanques rei | a8 negres torre · c8 negres alfil · e8 negres rei · g8 negres cavall · h8 negres torre · a7 negres peó · b7 negres peó · c7 negres peó · d7 negres peó · f7 negres peó · g7 negres peó · h7 negres peó · c6 negres cavall · g6 negres dama · a5 negres alfil · e5 blanques peó · c4 blanques alfil · b3 blanques dama · c3 blanques peó · d3 negres peó · f3 blanques cavall · a2 blanques peó · f2 blanques peó · g2 blanques peó · h2 blanques peó · a1 blanques torre · b1 blanques cavall · c1 blanques alfil · e1 blanques torre · g1 blanques rei | a8 negres torre · c8 negres alfil · e8 negres rei · g8 negres cavall · h8 negres torre · a7 negres peó · b7 negres peó · c7 negres peó · d7 negres peó · f7 negres peó · g7 negres peó · h7 negres peó · c6 negres cavall · g6 negres dama · a5 negres alfil · e5 blanques peó · c4 blanques alfil · b3 blanques dama · c3 blanques peó · d3 negres peó · f3 blanques cavall · a2 blanques peó · f2 blanques peó · g2 blanques peó · h2 blanques peó · a1 blanques torre · b1 blanques cavall · c1 blanques alfil · e1 blanques torre · g1 blanques rei | a8 negres torre · c8 negres alfil · e8 negres rei · g8 negres cavall · h8 negres torre · a7 negres peó · b7 negres peó · c7 negres peó · d7 negres peó · f7 negres peó · g7 negres peó · h7 negres peó · c6 negres cavall · g6 negres dama · a5 negres alfil · e5 blanques peó · c4 blanques alfil · b3 blanques dama · c3 blanques peó · d3 negres peó · f3 blanques cavall · a2 blanques peó · f2 blanques peó · g2 blanques peó · h2 blanques peó · a1 blanques torre · b1 blanques cavall · c1 blanques alfil · e1 blanques torre · g1 blanques rei | 7 |
| 6 | a8 negres torre · c8 negres alfil · e8 negres rei · g8 negres cavall · h8 negres torre · a7 negres peó · b7 negres peó · c7 negres peó · d7 negres peó · f7 negres peó · g7 negres peó · h7 negres peó · c6 negres cavall · g6 negres dama · a5 negres alfil · e5 blanques peó · c4 blanques alfil · b3 blanques dama · c3 blanques peó · d3 negres peó · f3 blanques cavall · a2 blanques peó · f2 blanques peó · g2 blanques peó · h2 blanques peó · a1 blanques torre · b1 blanques cavall · c1 blanques alfil · e1 blanques torre · g1 blanques rei | a8 negres torre · c8 negres alfil · e8 negres rei · g8 negres cavall · h8 negres torre · a7 negres peó · b7 negres peó · c7 negres peó · d7 negres peó · f7 negres peó · g7 negres peó · h7 negres peó · c6 negres cavall · g6 negres dama · a5 negres alfil · e5 blanques peó · c4 blanques alfil · b3 blanques dama · c3 blanques peó · d3 negres peó · f3 blanques cavall · a2 blanques peó · f2 blanques peó · g2 blanques peó · h2 blanques peó · a1 blanques torre · b1 blanques cavall · c1 blanques alfil · e1 blanques torre · g1 blanques rei | a8 negres torre · c8 negres alfil · e8 negres rei · g8 negres cavall · h8 negres torre · a7 negres peó · b7 negres peó · c7 negres peó · d7 negres peó · f7 negres peó · g7 negres peó · h7 negres peó · c6 negres cavall · g6 negres dama · a5 negres alfil · e5 blanques peó · c4 blanques alfil · b3 blanques dama · c3 blanques peó · d3 negres peó · f3 blanques cavall · a2 blanques peó · f2 blanques peó · g2 blanques peó · h2 blanques peó · a1 blanques torre · b1 blanques cavall · c1 blanques alfil · e1 blanques torre · g1 blanques rei | a8 negres torre · c8 negres alfil · e8 negres rei · g8 negres cavall · h8 negres torre · a7 negres peó · b7 negres peó · c7 negres peó · d7 negres peó · f7 negres peó · g7 negres peó · h7 negres peó · c6 negres cavall · g6 negres dama · a5 negres alfil · e5 blanques peó · c4 blanques alfil · b3 blanques dama · c3 blanques peó · d3 negres peó · f3 blanques cavall · a2 blanques peó · f2 blanques peó · g2 blanques peó · h2 blanques peó · a1 blanques torre · b1 blanques cavall · c1 blanques alfil · e1 blanques torre · g1 blanques rei | a8 negres torre · c8 negres alfil · e8 negres rei · g8 negres cavall · h8 negres torre · a7 negres peó · b7 negres peó · c7 negres peó · d7 negres peó · f7 negres peó · g7 negres peó · h7 negres peó · c6 negres cavall · g6 negres dama · a5 negres alfil · e5 blanques peó · c4 blanques alfil · b3 blanques dama · c3 blanques peó · d3 negres peó · f3 blanques cavall · a2 blanques peó · f2 blanques peó · g2 blanques peó · h2 blanques peó · a1 blanques torre · b1 blanques cavall · c1 blanques alfil · e1 blanques torre · g1 blanques rei | a8 negres torre · c8 negres alfil · e8 negres rei · g8 negres cavall · h8 negres torre · a7 negres peó · b7 negres peó · c7 negres peó · d7 negres peó · f7 negres peó · g7 negres peó · h7 negres peó · c6 negres cavall · g6 negres dama · a5 negres alfil · e5 blanques peó · c4 blanques alfil · b3 blanques dama · c3 blanques peó · d3 negres peó · f3 blanques cavall · a2 blanques peó · f2 blanques peó · g2 blanques peó · h2 blanques peó · a1 blanques torre · b1 blanques cavall · c1 blanques alfil · e1 blanques torre · g1 blanques rei | a8 negres torre · c8 negres alfil · e8 negres rei · g8 negres cavall · h8 negres torre · a7 negres peó · b7 negres peó · c7 negres peó · d7 negres peó · f7 negres peó · g7 negres peó · h7 negres peó · c6 negres cavall · g6 negres dama · a5 negres alfil · e5 blanques peó · c4 blanques alfil · b3 blanques dama · c3 blanques peó · d3 negres peó · f3 blanques cavall · a2 blanques peó · f2 blanques peó · g2 blanques peó · h2 blanques peó · a1 blanques torre · b1 blanques cavall · c1 blanques alfil · e1 blanques torre · g1 blanques rei | a8 negres torre · c8 negres alfil · e8 negres rei · g8 negres cavall · h8 negres torre · a7 negres peó · b7 negres peó · c7 negres peó · d7 negres peó · f7 negres peó · g7 negres peó · h7 negres peó · c6 negres cavall · g6 negres dama · a5 negres alfil · e5 blanques peó · c4 blanques alfil · b3 blanques dama · c3 blanques peó · d3 negres peó · f3 blanques cavall · a2 blanques peó · f2 blanques peó · g2 blanques peó · h2 blanques peó · a1 blanques torre · b1 blanques cavall · c1 blanques alfil · e1 blanques torre · g1 blanques rei | 6 |
| 5 | a8 negres torre · c8 negres alfil · e8 negres rei · g8 negres cavall · h8 negres torre · a7 negres peó · b7 negres peó · c7 negres peó · d7 negres peó · f7 negres peó · g7 negres peó · h7 negres peó · c6 negres cavall · g6 negres dama · a5 negres alfil · e5 blanques peó · c4 blanques alfil · b3 blanques dama · c3 blanques peó · d3 negres peó · f3 blanques cavall · a2 blanques peó · f2 blanques peó · g2 blanques peó · h2 blanques peó · a1 blanques torre · b1 blanques cavall · c1 blanques alfil · e1 blanques torre · g1 blanques rei | a8 negres torre · c8 negres alfil · e8 negres rei · g8 negres cavall · h8 negres torre · a7 negres peó · b7 negres peó · c7 negres peó · d7 negres peó · f7 negres peó · g7 negres peó · h7 negres peó · c6 negres cavall · g6 negres dama · a5 negres alfil · e5 blanques peó · c4 blanques alfil · b3 blanques dama · c3 blanques peó · d3 negres peó · f3 blanques cavall · a2 blanques peó · f2 blanques peó · g2 blanques peó · h2 blanques peó · a1 blanques torre · b1 blanques cavall · c1 blanques alfil · e1 blanques torre · g1 blanques rei | a8 negres torre · c8 negres alfil · e8 negres rei · g8 negres cavall · h8 negres torre · a7 negres peó · b7 negres peó · c7 negres peó · d7 negres peó · f7 negres peó · g7 negres peó · h7 negres peó · c6 negres cavall · g6 negres dama · a5 negres alfil · e5 blanques peó · c4 blanques alfil · b3 blanques dama · c3 blanques peó · d3 negres peó · f3 blanques cavall · a2 blanques peó · f2 blanques peó · g2 blanques peó · h2 blanques peó · a1 blanques torre · b1 blanques cavall · c1 blanques alfil · e1 blanques torre · g1 blanques rei | a8 negres torre · c8 negres alfil · e8 negres rei · g8 negres cavall · h8 negres torre · a7 negres peó · b7 negres peó · c7 negres peó · d7 negres peó · f7 negres peó · g7 negres peó · h7 negres peó · c6 negres cavall · g6 negres dama · a5 negres alfil · e5 blanques peó · c4 blanques alfil · b3 blanques dama · c3 blanques peó · d3 negres peó · f3 blanques cavall · a2 blanques peó · f2 blanques peó · g2 blanques peó · h2 blanques peó · a1 blanques torre · b1 blanques cavall · c1 blanques alfil · e1 blanques torre · g1 blanques rei | a8 negres torre · c8 negres alfil · e8 negres rei · g8 negres cavall · h8 negres torre · a7 negres peó · b7 negres peó · c7 negres peó · d7 negres peó · f7 negres peó · g7 negres peó · h7 negres peó · c6 negres cavall · g6 negres dama · a5 negres alfil · e5 blanques peó · c4 blanques alfil · b3 blanques dama · c3 blanques peó · d3 negres peó · f3 blanques cavall · a2 blanques peó · f2 blanques peó · g2 blanques peó · h2 blanques peó · a1 blanques torre · b1 blanques cavall · c1 blanques alfil · e1 blanques torre · g1 blanques rei | a8 negres torre · c8 negres alfil · e8 negres rei · g8 negres cavall · h8 negres torre · a7 negres peó · b7 negres peó · c7 negres peó · d7 negres peó · f7 negres peó · g7 negres peó · h7 negres peó · c6 negres cavall · g6 negres dama · a5 negres alfil · e5 blanques peó · c4 blanques alfil · b3 blanques dama · c3 blanques peó · d3 negres peó · f3 blanques cavall · a2 blanques peó · f2 blanques peó · g2 blanques peó · h2 blanques peó · a1 blanques torre · b1 blanques cavall · c1 blanques alfil · e1 blanques torre · g1 blanques rei | a8 negres torre · c8 negres alfil · e8 negres rei · g8 negres cavall · h8 negres torre · a7 negres peó · b7 negres peó · c7 negres peó · d7 negres peó · f7 negres peó · g7 negres peó · h7 negres peó · c6 negres cavall · g6 negres dama · a5 negres alfil · e5 blanques peó · c4 blanques alfil · b3 blanques dama · c3 blanques peó · d3 negres peó · f3 blanques cavall · a2 blanques peó · f2 blanques peó · g2 blanques peó · h2 blanques peó · a1 blanques torre · b1 blanques cavall · c1 blanques alfil · e1 blanques torre · g1 blanques rei | a8 negres torre · c8 negres alfil · e8 negres rei · g8 negres cavall · h8 negres torre · a7 negres peó · b7 negres peó · c7 negres peó · d7 negres peó · f7 negres peó · g7 negres peó · h7 negres peó · c6 negres cavall · g6 negres dama · a5 negres alfil · e5 blanques peó · c4 blanques alfil · b3 blanques dama · c3 blanques peó · d3 negres peó · f3 blanques cavall · a2 blanques peó · f2 blanques peó · g2 blanques peó · h2 blanques peó · a1 blanques torre · b1 blanques cavall · c1 blanques alfil · e1 blanques torre · g1 blanques rei | 5 |
| 4 | a8 negres torre · c8 negres alfil · e8 negres rei · g8 negres cavall · h8 negres torre · a7 negres peó · b7 negres peó · c7 negres peó · d7 negres peó · f7 negres peó · g7 negres peó · h7 negres peó · c6 negres cavall · g6 negres dama · a5 negres alfil · e5 blanques peó · c4 blanques alfil · b3 blanques dama · c3 blanques peó · d3 negres peó · f3 blanques cavall · a2 blanques peó · f2 blanques peó · g2 blanques peó · h2 blanques peó · a1 blanques torre · b1 blanques cavall · c1 blanques alfil · e1 blanques torre · g1 blanques rei | a8 negres torre · c8 negres alfil · e8 negres rei · g8 negres cavall · h8 negres torre · a7 negres peó · b7 negres peó · c7 negres peó · d7 negres peó · f7 negres peó · g7 negres peó · h7 negres peó · c6 negres cavall · g6 negres dama · a5 negres alfil · e5 blanques peó · c4 blanques alfil · b3 blanques dama · c3 blanques peó · d3 negres peó · f3 blanques cavall · a2 blanques peó · f2 blanques peó · g2 blanques peó · h2 blanques peó · a1 blanques torre · b1 blanques cavall · c1 blanques alfil · e1 blanques torre · g1 blanques rei | a8 negres torre · c8 negres alfil · e8 negres rei · g8 negres cavall · h8 negres torre · a7 negres peó · b7 negres peó · c7 negres peó · d7 negres peó · f7 negres peó · g7 negres peó · h7 negres peó · c6 negres cavall · g6 negres dama · a5 negres alfil · e5 blanques peó · c4 blanques alfil · b3 blanques dama · c3 blanques peó · d3 negres peó · f3 blanques cavall · a2 blanques peó · f2 blanques peó · g2 blanques peó · h2 blanques peó · a1 blanques torre · b1 blanques cavall · c1 blanques alfil · e1 blanques torre · g1 blanques rei | a8 negres torre · c8 negres alfil · e8 negres rei · g8 negres cavall · h8 negres torre · a7 negres peó · b7 negres peó · c7 negres peó · d7 negres peó · f7 negres peó · g7 negres peó · h7 negres peó · c6 negres cavall · g6 negres dama · a5 negres alfil · e5 blanques peó · c4 blanques alfil · b3 blanques dama · c3 blanques peó · d3 negres peó · f3 blanques cavall · a2 blanques peó · f2 blanques peó · g2 blanques peó · h2 blanques peó · a1 blanques torre · b1 blanques cavall · c1 blanques alfil · e1 blanques torre · g1 blanques rei | a8 negres torre · c8 negres alfil · e8 negres rei · g8 negres cavall · h8 negres torre · a7 negres peó · b7 negres peó · c7 negres peó · d7 negres peó · f7 negres peó · g7 negres peó · h7 negres peó · c6 negres cavall · g6 negres dama · a5 negres alfil · e5 blanques peó · c4 blanques alfil · b3 blanques dama · c3 blanques peó · d3 negres peó · f3 blanques cavall · a2 blanques peó · f2 blanques peó · g2 blanques peó · h2 blanques peó · a1 blanques torre · b1 blanques cavall · c1 blanques alfil · e1 blanques torre · g1 blanques rei | a8 negres torre · c8 negres alfil · e8 negres rei · g8 negres cavall · h8 negres torre · a7 negres peó · b7 negres peó · c7 negres peó · d7 negres peó · f7 negres peó · g7 negres peó · h7 negres peó · c6 negres cavall · g6 negres dama · a5 negres alfil · e5 blanques peó · c4 blanques alfil · b3 blanques dama · c3 blanques peó · d3 negres peó · f3 blanques cavall · a2 blanques peó · f2 blanques peó · g2 blanques peó · h2 blanques peó · a1 blanques torre · b1 blanques cavall · c1 blanques alfil · e1 blanques torre · g1 blanques rei | a8 negres torre · c8 negres alfil · e8 negres rei · g8 negres cavall · h8 negres torre · a7 negres peó · b7 negres peó · c7 negres peó · d7 negres peó · f7 negres peó · g7 negres peó · h7 negres peó · c6 negres cavall · g6 negres dama · a5 negres alfil · e5 blanques peó · c4 blanques alfil · b3 blanques dama · c3 blanques peó · d3 negres peó · f3 blanques cavall · a2 blanques peó · f2 blanques peó · g2 blanques peó · h2 blanques peó · a1 blanques torre · b1 blanques cavall · c1 blanques alfil · e1 blanques torre · g1 blanques rei | a8 negres torre · c8 negres alfil · e8 negres rei · g8 negres cavall · h8 negres torre · a7 negres peó · b7 negres peó · c7 negres peó · d7 negres peó · f7 negres peó · g7 negres peó · h7 negres peó · c6 negres cavall · g6 negres dama · a5 negres alfil · e5 blanques peó · c4 blanques alfil · b3 blanques dama · c3 blanques peó · d3 negres peó · f3 blanques cavall · a2 blanques peó · f2 blanques peó · g2 blanques peó · h2 blanques peó · a1 blanques torre · b1 blanques cavall · c1 blanques alfil · e1 blanques torre · g1 blanques rei | 4 |
| 3 | a8 negres torre · c8 negres alfil · e8 negres rei · g8 negres cavall · h8 negres torre · a7 negres peó · b7 negres peó · c7 negres peó · d7 negres peó · f7 negres peó · g7 negres peó · h7 negres peó · c6 negres cavall · g6 negres dama · a5 negres alfil · e5 blanques peó · c4 blanques alfil · b3 blanques dama · c3 blanques peó · d3 negres peó · f3 blanques cavall · a2 blanques peó · f2 blanques peó · g2 blanques peó · h2 blanques peó · a1 blanques torre · b1 blanques cavall · c1 blanques alfil · e1 blanques torre · g1 blanques rei | a8 negres torre · c8 negres alfil · e8 negres rei · g8 negres cavall · h8 negres torre · a7 negres peó · b7 negres peó · c7 negres peó · d7 negres peó · f7 negres peó · g7 negres peó · h7 negres peó · c6 negres cavall · g6 negres dama · a5 negres alfil · e5 blanques peó · c4 blanques alfil · b3 blanques dama · c3 blanques peó · d3 negres peó · f3 blanques cavall · a2 blanques peó · f2 blanques peó · g2 blanques peó · h2 blanques peó · a1 blanques torre · b1 blanques cavall · c1 blanques alfil · e1 blanques torre · g1 blanques rei | a8 negres torre · c8 negres alfil · e8 negres rei · g8 negres cavall · h8 negres torre · a7 negres peó · b7 negres peó · c7 negres peó · d7 negres peó · f7 negres peó · g7 negres peó · h7 negres peó · c6 negres cavall · g6 negres dama · a5 negres alfil · e5 blanques peó · c4 blanques alfil · b3 blanques dama · c3 blanques peó · d3 negres peó · f3 blanques cavall · a2 blanques peó · f2 blanques peó · g2 blanques peó · h2 blanques peó · a1 blanques torre · b1 blanques cavall · c1 blanques alfil · e1 blanques torre · g1 blanques rei | a8 negres torre · c8 negres alfil · e8 negres rei · g8 negres cavall · h8 negres torre · a7 negres peó · b7 negres peó · c7 negres peó · d7 negres peó · f7 negres peó · g7 negres peó · h7 negres peó · c6 negres cavall · g6 negres dama · a5 negres alfil · e5 blanques peó · c4 blanques alfil · b3 blanques dama · c3 blanques peó · d3 negres peó · f3 blanques cavall · a2 blanques peó · f2 blanques peó · g2 blanques peó · h2 blanques peó · a1 blanques torre · b1 blanques cavall · c1 blanques alfil · e1 blanques torre · g1 blanques rei | a8 negres torre · c8 negres alfil · e8 negres rei · g8 negres cavall · h8 negres torre · a7 negres peó · b7 negres peó · c7 negres peó · d7 negres peó · f7 negres peó · g7 negres peó · h7 negres peó · c6 negres cavall · g6 negres dama · a5 negres alfil · e5 blanques peó · c4 blanques alfil · b3 blanques dama · c3 blanques peó · d3 negres peó · f3 blanques cavall · a2 blanques peó · f2 blanques peó · g2 blanques peó · h2 blanques peó · a1 blanques torre · b1 blanques cavall · c1 blanques alfil · e1 blanques torre · g1 blanques rei | a8 negres torre · c8 negres alfil · e8 negres rei · g8 negres cavall · h8 negres torre · a7 negres peó · b7 negres peó · c7 negres peó · d7 negres peó · f7 negres peó · g7 negres peó · h7 negres peó · c6 negres cavall · g6 negres dama · a5 negres alfil · e5 blanques peó · c4 blanques alfil · b3 blanques dama · c3 blanques peó · d3 negres peó · f3 blanques cavall · a2 blanques peó · f2 blanques peó · g2 blanques peó · h2 blanques peó · a1 blanques torre · b1 blanques cavall · c1 blanques alfil · e1 blanques torre · g1 blanques rei | a8 negres torre · c8 negres alfil · e8 negres rei · g8 negres cavall · h8 negres torre · a7 negres peó · b7 negres peó · c7 negres peó · d7 negres peó · f7 negres peó · g7 negres peó · h7 negres peó · c6 negres cavall · g6 negres dama · a5 negres alfil · e5 blanques peó · c4 blanques alfil · b3 blanques dama · c3 blanques peó · d3 negres peó · f3 blanques cavall · a2 blanques peó · f2 blanques peó · g2 blanques peó · h2 blanques peó · a1 blanques torre · b1 blanques cavall · c1 blanques alfil · e1 blanques torre · g1 blanques rei | a8 negres torre · c8 negres alfil · e8 negres rei · g8 negres cavall · h8 negres torre · a7 negres peó · b7 negres peó · c7 negres peó · d7 negres peó · f7 negres peó · g7 negres peó · h7 negres peó · c6 negres cavall · g6 negres dama · a5 negres alfil · e5 blanques peó · c4 blanques alfil · b3 blanques dama · c3 blanques peó · d3 negres peó · f3 blanques cavall · a2 blanques peó · f2 blanques peó · g2 blanques peó · h2 blanques peó · a1 blanques torre · b1 blanques cavall · c1 blanques alfil · e1 blanques torre · g1 blanques rei | 3 |
| 2 | a8 negres torre · c8 negres alfil · e8 negres rei · g8 negres cavall · h8 negres torre · a7 negres peó · b7 negres peó · c7 negres peó · d7 negres peó · f7 negres peó · g7 negres peó · h7 negres peó · c6 negres cavall · g6 negres dama · a5 negres alfil · e5 blanques peó · c4 blanques alfil · b3 blanques dama · c3 blanques peó · d3 negres peó · f3 blanques cavall · a2 blanques peó · f2 blanques peó · g2 blanques peó · h2 blanques peó · a1 blanques torre · b1 blanques cavall · c1 blanques alfil · e1 blanques torre · g1 blanques rei | a8 negres torre · c8 negres alfil · e8 negres rei · g8 negres cavall · h8 negres torre · a7 negres peó · b7 negres peó · c7 negres peó · d7 negres peó · f7 negres peó · g7 negres peó · h7 negres peó · c6 negres cavall · g6 negres dama · a5 negres alfil · e5 blanques peó · c4 blanques alfil · b3 blanques dama · c3 blanques peó · d3 negres peó · f3 blanques cavall · a2 blanques peó · f2 blanques peó · g2 blanques peó · h2 blanques peó · a1 blanques torre · b1 blanques cavall · c1 blanques alfil · e1 blanques torre · g1 blanques rei | a8 negres torre · c8 negres alfil · e8 negres rei · g8 negres cavall · h8 negres torre · a7 negres peó · b7 negres peó · c7 negres peó · d7 negres peó · f7 negres peó · g7 negres peó · h7 negres peó · c6 negres cavall · g6 negres dama · a5 negres alfil · e5 blanques peó · c4 blanques alfil · b3 blanques dama · c3 blanques peó · d3 negres peó · f3 blanques cavall · a2 blanques peó · f2 blanques peó · g2 blanques peó · h2 blanques peó · a1 blanques torre · b1 blanques cavall · c1 blanques alfil · e1 blanques torre · g1 blanques rei | a8 negres torre · c8 negres alfil · e8 negres rei · g8 negres cavall · h8 negres torre · a7 negres peó · b7 negres peó · c7 negres peó · d7 negres peó · f7 negres peó · g7 negres peó · h7 negres peó · c6 negres cavall · g6 negres dama · a5 negres alfil · e5 blanques peó · c4 blanques alfil · b3 blanques dama · c3 blanques peó · d3 negres peó · f3 blanques cavall · a2 blanques peó · f2 blanques peó · g2 blanques peó · h2 blanques peó · a1 blanques torre · b1 blanques cavall · c1 blanques alfil · e1 blanques torre · g1 blanques rei | a8 negres torre · c8 negres alfil · e8 negres rei · g8 negres cavall · h8 negres torre · a7 negres peó · b7 negres peó · c7 negres peó · d7 negres peó · f7 negres peó · g7 negres peó · h7 negres peó · c6 negres cavall · g6 negres dama · a5 negres alfil · e5 blanques peó · c4 blanques alfil · b3 blanques dama · c3 blanques peó · d3 negres peó · f3 blanques cavall · a2 blanques peó · f2 blanques peó · g2 blanques peó · h2 blanques peó · a1 blanques torre · b1 blanques cavall · c1 blanques alfil · e1 blanques torre · g1 blanques rei | a8 negres torre · c8 negres alfil · e8 negres rei · g8 negres cavall · h8 negres torre · a7 negres peó · b7 negres peó · c7 negres peó · d7 negres peó · f7 negres peó · g7 negres peó · h7 negres peó · c6 negres cavall · g6 negres dama · a5 negres alfil · e5 blanques peó · c4 blanques alfil · b3 blanques dama · c3 blanques peó · d3 negres peó · f3 blanques cavall · a2 blanques peó · f2 blanques peó · g2 blanques peó · h2 blanques peó · a1 blanques torre · b1 blanques cavall · c1 blanques alfil · e1 blanques torre · g1 blanques rei | a8 negres torre · c8 negres alfil · e8 negres rei · g8 negres cavall · h8 negres torre · a7 negres peó · b7 negres peó · c7 negres peó · d7 negres peó · f7 negres peó · g7 negres peó · h7 negres peó · c6 negres cavall · g6 negres dama · a5 negres alfil · e5 blanques peó · c4 blanques alfil · b3 blanques dama · c3 blanques peó · d3 negres peó · f3 blanques cavall · a2 blanques peó · f2 blanques peó · g2 blanques peó · h2 blanques peó · a1 blanques torre · b1 blanques cavall · c1 blanques alfil · e1 blanques torre · g1 blanques rei | a8 negres torre · c8 negres alfil · e8 negres rei · g8 negres cavall · h8 negres torre · a7 negres peó · b7 negres peó · c7 negres peó · d7 negres peó · f7 negres peó · g7 negres peó · h7 negres peó · c6 negres cavall · g6 negres dama · a5 negres alfil · e5 blanques peó · c4 blanques alfil · b3 blanques dama · c3 blanques peó · d3 negres peó · f3 blanques cavall · a2 blanques peó · f2 blanques peó · g2 blanques peó · h2 blanques peó · a1 blanques torre · b1 blanques cavall · c1 blanques alfil · e1 blanques torre · g1 blanques rei | 2 |
| 1 | a8 negres torre · c8 negres alfil · e8 negres rei · g8 negres cavall · h8 negres torre · a7 negres peó · b7 negres peó · c7 negres peó · d7 negres peó · f7 negres peó · g7 negres peó · h7 negres peó · c6 negres cavall · g6 negres dama · a5 negres alfil · e5 blanques peó · c4 blanques alfil · b3 blanques dama · c3 blanques peó · d3 negres peó · f3 blanques cavall · a2 blanques peó · f2 blanques peó · g2 blanques peó · h2 blanques peó · a1 blanques torre · b1 blanques cavall · c1 blanques alfil · e1 blanques torre · g1 blanques rei | a8 negres torre · c8 negres alfil · e8 negres rei · g8 negres cavall · h8 negres torre · a7 negres peó · b7 negres peó · c7 negres peó · d7 negres peó · f7 negres peó · g7 negres peó · h7 negres peó · c6 negres cavall · g6 negres dama · a5 negres alfil · e5 blanques peó · c4 blanques alfil · b3 blanques dama · c3 blanques peó · d3 negres peó · f3 blanques cavall · a2 blanques peó · f2 blanques peó · g2 blanques peó · h2 blanques peó · a1 blanques torre · b1 blanques cavall · c1 blanques alfil · e1 blanques torre · g1 blanques rei | a8 negres torre · c8 negres alfil · e8 negres rei · g8 negres cavall · h8 negres torre · a7 negres peó · b7 negres peó · c7 negres peó · d7 negres peó · f7 negres peó · g7 negres peó · h7 negres peó · c6 negres cavall · g6 negres dama · a5 negres alfil · e5 blanques peó · c4 blanques alfil · b3 blanques dama · c3 blanques peó · d3 negres peó · f3 blanques cavall · a2 blanques peó · f2 blanques peó · g2 blanques peó · h2 blanques peó · a1 blanques torre · b1 blanques cavall · c1 blanques alfil · e1 blanques torre · g1 blanques rei | a8 negres torre · c8 negres alfil · e8 negres rei · g8 negres cavall · h8 negres torre · a7 negres peó · b7 negres peó · c7 negres peó · d7 negres peó · f7 negres peó · g7 negres peó · h7 negres peó · c6 negres cavall · g6 negres dama · a5 negres alfil · e5 blanques peó · c4 blanques alfil · b3 blanques dama · c3 blanques peó · d3 negres peó · f3 blanques cavall · a2 blanques peó · f2 blanques peó · g2 blanques peó · h2 blanques peó · a1 blanques torre · b1 blanques cavall · c1 blanques alfil · e1 blanques torre · g1 blanques rei | a8 negres torre · c8 negres alfil · e8 negres rei · g8 negres cavall · h8 negres torre · a7 negres peó · b7 negres peó · c7 negres peó · d7 negres peó · f7 negres peó · g7 negres peó · h7 negres peó · c6 negres cavall · g6 negres dama · a5 negres alfil · e5 blanques peó · c4 blanques alfil · b3 blanques dama · c3 blanques peó · d3 negres peó · f3 blanques cavall · a2 blanques peó · f2 blanques peó · g2 blanques peó · h2 blanques peó · a1 blanques torre · b1 blanques cavall · c1 blanques alfil · e1 blanques torre · g1 blanques rei | a8 negres torre · c8 negres alfil · e8 negres rei · g8 negres cavall · h8 negres torre · a7 negres peó · b7 negres peó · c7 negres peó · d7 negres peó · f7 negres peó · g7 negres peó · h7 negres peó · c6 negres cavall · g6 negres dama · a5 negres alfil · e5 blanques peó · c4 blanques alfil · b3 blanques dama · c3 blanques peó · d3 negres peó · f3 blanques cavall · a2 blanques peó · f2 blanques peó · g2 blanques peó · h2 blanques peó · a1 blanques torre · b1 blanques cavall · c1 blanques alfil · e1 blanques torre · g1 blanques rei | a8 negres torre · c8 negres alfil · e8 negres rei · g8 negres cavall · h8 negres torre · a7 negres peó · b7 negres peó · c7 negres peó · d7 negres peó · f7 negres peó · g7 negres peó · h7 negres peó · c6 negres cavall · g6 negres dama · a5 negres alfil · e5 blanques peó · c4 blanques alfil · b3 blanques dama · c3 blanques peó · d3 negres peó · f3 blanques cavall · a2 blanques peó · f2 blanques peó · g2 blanques peó · h2 blanques peó · a1 blanques torre · b1 blanques cavall · c1 blanques alfil · e1 blanques torre · g1 blanques rei | a8 negres torre · c8 negres alfil · e8 negres rei · g8 negres cavall · h8 negres torre · a7 negres peó · b7 negres peó · c7 negres peó · d7 negres peó · f7 negres peó · g7 negres peó · h7 negres peó · c6 negres cavall · g6 negres dama · a5 negres alfil · e5 blanques peó · c4 blanques alfil · b3 blanques dama · c3 blanques peó · d3 negres peó · f3 blanques cavall · a2 blanques peó · f2 blanques peó · g2 blanques peó · h2 blanques peó · a1 blanques torre · b1 blanques cavall · c1 blanques alfil · e1 blanques torre · g1 blanques rei | 1 |
|   | a | b | c | d | e | f | g | h |   |

10. Te1! Cge7 11. Aa3 b5?!
Lluny de parar-se a defensar la seva posició, les negres ofereixen un contrasacrifici per activar la seva torre d'a8 i guanyar un temps. Burgess suggereix 11...a6, per tal de permetre el peó-b d'avançar posteriorment guanyant un temps (Burgess, Nunn & Emms 2004:21).
12. Dxb5 Tb8 13. Da4 Ab6
Les negres no poden enrocar aquí perquè 14.Axe7 guanyaria una peça, ja que el cavall de c6 no pot protegir simultàniament el cavall d'e7 i l'alfil d'a5.
14. Cbd2 Ab7? 15. Ce4 Df5? 16. Axd3 Dh5 17. Cf6+!?
Un bonic sacrifici, tot i que Burgess fa notar que 17.Cg3 Dh6 18.Ac1 De6 19.Ac4 guanya material d'una manera molt més senzilla (Burgess, Nunn & Emms 2004:21–22). El programa d'escacs Chessmaster comenta que "aquest [sacrifici] no és exempt de perill, ja que les negres obtenen ara la columna-g oberta pel contrajoc".
|   | a | b | c | d | e | f | g | h |   |
| 8 | b8 negres torre · e8 negres rei · g8 negres torre · a7 negres peó · b7 negres alfil · c7 negres peó · d7 negres peó · e7 negres cavall · f7 negres peó · h7 negres peó · b6 negres alfil · c6 negres cavall · f6 blanques peó · a4 blanques dama · a3 blanques alfil · c3 blanques peó · d3 blanques alfil · f3 negres dama · a2 blanques peó · f2 blanques peó · g2 blanques peó · h2 blanques peó · d1 blanques torre · e1 blanques torre · g1 blanques rei | b8 negres torre · e8 negres rei · g8 negres torre · a7 negres peó · b7 negres alfil · c7 negres peó · d7 negres peó · e7 negres cavall · f7 negres peó · h7 negres peó · b6 negres alfil · c6 negres cavall · f6 blanques peó · a4 blanques dama · a3 blanques alfil · c3 blanques peó · d3 blanques alfil · f3 negres dama · a2 blanques peó · f2 blanques peó · g2 blanques peó · h2 blanques peó · d1 blanques torre · e1 blanques torre · g1 blanques rei | b8 negres torre · e8 negres rei · g8 negres torre · a7 negres peó · b7 negres alfil · c7 negres peó · d7 negres peó · e7 negres cavall · f7 negres peó · h7 negres peó · b6 negres alfil · c6 negres cavall · f6 blanques peó · a4 blanques dama · a3 blanques alfil · c3 blanques peó · d3 blanques alfil · f3 negres dama · a2 blanques peó · f2 blanques peó · g2 blanques peó · h2 blanques peó · d1 blanques torre · e1 blanques torre · g1 blanques rei | b8 negres torre · e8 negres rei · g8 negres torre · a7 negres peó · b7 negres alfil · c7 negres peó · d7 negres peó · e7 negres cavall · f7 negres peó · h7 negres peó · b6 negres alfil · c6 negres cavall · f6 blanques peó · a4 blanques dama · a3 blanques alfil · c3 blanques peó · d3 blanques alfil · f3 negres dama · a2 blanques peó · f2 blanques peó · g2 blanques peó · h2 blanques peó · d1 blanques torre · e1 blanques torre · g1 blanques rei | b8 negres torre · e8 negres rei · g8 negres torre · a7 negres peó · b7 negres alfil · c7 negres peó · d7 negres peó · e7 negres cavall · f7 negres peó · h7 negres peó · b6 negres alfil · c6 negres cavall · f6 blanques peó · a4 blanques dama · a3 blanques alfil · c3 blanques peó · d3 blanques alfil · f3 negres dama · a2 blanques peó · f2 blanques peó · g2 blanques peó · h2 blanques peó · d1 blanques torre · e1 blanques torre · g1 blanques rei | b8 negres torre · e8 negres rei · g8 negres torre · a7 negres peó · b7 negres alfil · c7 negres peó · d7 negres peó · e7 negres cavall · f7 negres peó · h7 negres peó · b6 negres alfil · c6 negres cavall · f6 blanques peó · a4 blanques dama · a3 blanques alfil · c3 blanques peó · d3 blanques alfil · f3 negres dama · a2 blanques peó · f2 blanques peó · g2 blanques peó · h2 blanques peó · d1 blanques torre · e1 blanques torre · g1 blanques rei | b8 negres torre · e8 negres rei · g8 negres torre · a7 negres peó · b7 negres alfil · c7 negres peó · d7 negres peó · e7 negres cavall · f7 negres peó · h7 negres peó · b6 negres alfil · c6 negres cavall · f6 blanques peó · a4 blanques dama · a3 blanques alfil · c3 blanques peó · d3 blanques alfil · f3 negres dama · a2 blanques peó · f2 blanques peó · g2 blanques peó · h2 blanques peó · d1 blanques torre · e1 blanques torre · g1 blanques rei | b8 negres torre · e8 negres rei · g8 negres torre · a7 negres peó · b7 negres alfil · c7 negres peó · d7 negres peó · e7 negres cavall · f7 negres peó · h7 negres peó · b6 negres alfil · c6 negres cavall · f6 blanques peó · a4 blanques dama · a3 blanques alfil · c3 blanques peó · d3 blanques alfil · f3 negres dama · a2 blanques peó · f2 blanques peó · g2 blanques peó · h2 blanques peó · d1 blanques torre · e1 blanques torre · g1 blanques rei | 8 |
| 7 | b8 negres torre · e8 negres rei · g8 negres torre · a7 negres peó · b7 negres alfil · c7 negres peó · d7 negres peó · e7 negres cavall · f7 negres peó · h7 negres peó · b6 negres alfil · c6 negres cavall · f6 blanques peó · a4 blanques dama · a3 blanques alfil · c3 blanques peó · d3 blanques alfil · f3 negres dama · a2 blanques peó · f2 blanques peó · g2 blanques peó · h2 blanques peó · d1 blanques torre · e1 blanques torre · g1 blanques rei | b8 negres torre · e8 negres rei · g8 negres torre · a7 negres peó · b7 negres alfil · c7 negres peó · d7 negres peó · e7 negres cavall · f7 negres peó · h7 negres peó · b6 negres alfil · c6 negres cavall · f6 blanques peó · a4 blanques dama · a3 blanques alfil · c3 blanques peó · d3 blanques alfil · f3 negres dama · a2 blanques peó · f2 blanques peó · g2 blanques peó · h2 blanques peó · d1 blanques torre · e1 blanques torre · g1 blanques rei | b8 negres torre · e8 negres rei · g8 negres torre · a7 negres peó · b7 negres alfil · c7 negres peó · d7 negres peó · e7 negres cavall · f7 negres peó · h7 negres peó · b6 negres alfil · c6 negres cavall · f6 blanques peó · a4 blanques dama · a3 blanques alfil · c3 blanques peó · d3 blanques alfil · f3 negres dama · a2 blanques peó · f2 blanques peó · g2 blanques peó · h2 blanques peó · d1 blanques torre · e1 blanques torre · g1 blanques rei | b8 negres torre · e8 negres rei · g8 negres torre · a7 negres peó · b7 negres alfil · c7 negres peó · d7 negres peó · e7 negres cavall · f7 negres peó · h7 negres peó · b6 negres alfil · c6 negres cavall · f6 blanques peó · a4 blanques dama · a3 blanques alfil · c3 blanques peó · d3 blanques alfil · f3 negres dama · a2 blanques peó · f2 blanques peó · g2 blanques peó · h2 blanques peó · d1 blanques torre · e1 blanques torre · g1 blanques rei | b8 negres torre · e8 negres rei · g8 negres torre · a7 negres peó · b7 negres alfil · c7 negres peó · d7 negres peó · e7 negres cavall · f7 negres peó · h7 negres peó · b6 negres alfil · c6 negres cavall · f6 blanques peó · a4 blanques dama · a3 blanques alfil · c3 blanques peó · d3 blanques alfil · f3 negres dama · a2 blanques peó · f2 blanques peó · g2 blanques peó · h2 blanques peó · d1 blanques torre · e1 blanques torre · g1 blanques rei | b8 negres torre · e8 negres rei · g8 negres torre · a7 negres peó · b7 negres alfil · c7 negres peó · d7 negres peó · e7 negres cavall · f7 negres peó · h7 negres peó · b6 negres alfil · c6 negres cavall · f6 blanques peó · a4 blanques dama · a3 blanques alfil · c3 blanques peó · d3 blanques alfil · f3 negres dama · a2 blanques peó · f2 blanques peó · g2 blanques peó · h2 blanques peó · d1 blanques torre · e1 blanques torre · g1 blanques rei | b8 negres torre · e8 negres rei · g8 negres torre · a7 negres peó · b7 negres alfil · c7 negres peó · d7 negres peó · e7 negres cavall · f7 negres peó · h7 negres peó · b6 negres alfil · c6 negres cavall · f6 blanques peó · a4 blanques dama · a3 blanques alfil · c3 blanques peó · d3 blanques alfil · f3 negres dama · a2 blanques peó · f2 blanques peó · g2 blanques peó · h2 blanques peó · d1 blanques torre · e1 blanques torre · g1 blanques rei | b8 negres torre · e8 negres rei · g8 negres torre · a7 negres peó · b7 negres alfil · c7 negres peó · d7 negres peó · e7 negres cavall · f7 negres peó · h7 negres peó · b6 negres alfil · c6 negres cavall · f6 blanques peó · a4 blanques dama · a3 blanques alfil · c3 blanques peó · d3 blanques alfil · f3 negres dama · a2 blanques peó · f2 blanques peó · g2 blanques peó · h2 blanques peó · d1 blanques torre · e1 blanques torre · g1 blanques rei | 7 |
| 6 | b8 negres torre · e8 negres rei · g8 negres torre · a7 negres peó · b7 negres alfil · c7 negres peó · d7 negres peó · e7 negres cavall · f7 negres peó · h7 negres peó · b6 negres alfil · c6 negres cavall · f6 blanques peó · a4 blanques dama · a3 blanques alfil · c3 blanques peó · d3 blanques alfil · f3 negres dama · a2 blanques peó · f2 blanques peó · g2 blanques peó · h2 blanques peó · d1 blanques torre · e1 blanques torre · g1 blanques rei | b8 negres torre · e8 negres rei · g8 negres torre · a7 negres peó · b7 negres alfil · c7 negres peó · d7 negres peó · e7 negres cavall · f7 negres peó · h7 negres peó · b6 negres alfil · c6 negres cavall · f6 blanques peó · a4 blanques dama · a3 blanques alfil · c3 blanques peó · d3 blanques alfil · f3 negres dama · a2 blanques peó · f2 blanques peó · g2 blanques peó · h2 blanques peó · d1 blanques torre · e1 blanques torre · g1 blanques rei | b8 negres torre · e8 negres rei · g8 negres torre · a7 negres peó · b7 negres alfil · c7 negres peó · d7 negres peó · e7 negres cavall · f7 negres peó · h7 negres peó · b6 negres alfil · c6 negres cavall · f6 blanques peó · a4 blanques dama · a3 blanques alfil · c3 blanques peó · d3 blanques alfil · f3 negres dama · a2 blanques peó · f2 blanques peó · g2 blanques peó · h2 blanques peó · d1 blanques torre · e1 blanques torre · g1 blanques rei | b8 negres torre · e8 negres rei · g8 negres torre · a7 negres peó · b7 negres alfil · c7 negres peó · d7 negres peó · e7 negres cavall · f7 negres peó · h7 negres peó · b6 negres alfil · c6 negres cavall · f6 blanques peó · a4 blanques dama · a3 blanques alfil · c3 blanques peó · d3 blanques alfil · f3 negres dama · a2 blanques peó · f2 blanques peó · g2 blanques peó · h2 blanques peó · d1 blanques torre · e1 blanques torre · g1 blanques rei | b8 negres torre · e8 negres rei · g8 negres torre · a7 negres peó · b7 negres alfil · c7 negres peó · d7 negres peó · e7 negres cavall · f7 negres peó · h7 negres peó · b6 negres alfil · c6 negres cavall · f6 blanques peó · a4 blanques dama · a3 blanques alfil · c3 blanques peó · d3 blanques alfil · f3 negres dama · a2 blanques peó · f2 blanques peó · g2 blanques peó · h2 blanques peó · d1 blanques torre · e1 blanques torre · g1 blanques rei | b8 negres torre · e8 negres rei · g8 negres torre · a7 negres peó · b7 negres alfil · c7 negres peó · d7 negres peó · e7 negres cavall · f7 negres peó · h7 negres peó · b6 negres alfil · c6 negres cavall · f6 blanques peó · a4 blanques dama · a3 blanques alfil · c3 blanques peó · d3 blanques alfil · f3 negres dama · a2 blanques peó · f2 blanques peó · g2 blanques peó · h2 blanques peó · d1 blanques torre · e1 blanques torre · g1 blanques rei | b8 negres torre · e8 negres rei · g8 negres torre · a7 negres peó · b7 negres alfil · c7 negres peó · d7 negres peó · e7 negres cavall · f7 negres peó · h7 negres peó · b6 negres alfil · c6 negres cavall · f6 blanques peó · a4 blanques dama · a3 blanques alfil · c3 blanques peó · d3 blanques alfil · f3 negres dama · a2 blanques peó · f2 blanques peó · g2 blanques peó · h2 blanques peó · d1 blanques torre · e1 blanques torre · g1 blanques rei | b8 negres torre · e8 negres rei · g8 negres torre · a7 negres peó · b7 negres alfil · c7 negres peó · d7 negres peó · e7 negres cavall · f7 negres peó · h7 negres peó · b6 negres alfil · c6 negres cavall · f6 blanques peó · a4 blanques dama · a3 blanques alfil · c3 blanques peó · d3 blanques alfil · f3 negres dama · a2 blanques peó · f2 blanques peó · g2 blanques peó · h2 blanques peó · d1 blanques torre · e1 blanques torre · g1 blanques rei | 6 |
| 5 | b8 negres torre · e8 negres rei · g8 negres torre · a7 negres peó · b7 negres alfil · c7 negres peó · d7 negres peó · e7 negres cavall · f7 negres peó · h7 negres peó · b6 negres alfil · c6 negres cavall · f6 blanques peó · a4 blanques dama · a3 blanques alfil · c3 blanques peó · d3 blanques alfil · f3 negres dama · a2 blanques peó · f2 blanques peó · g2 blanques peó · h2 blanques peó · d1 blanques torre · e1 blanques torre · g1 blanques rei | b8 negres torre · e8 negres rei · g8 negres torre · a7 negres peó · b7 negres alfil · c7 negres peó · d7 negres peó · e7 negres cavall · f7 negres peó · h7 negres peó · b6 negres alfil · c6 negres cavall · f6 blanques peó · a4 blanques dama · a3 blanques alfil · c3 blanques peó · d3 blanques alfil · f3 negres dama · a2 blanques peó · f2 blanques peó · g2 blanques peó · h2 blanques peó · d1 blanques torre · e1 blanques torre · g1 blanques rei | b8 negres torre · e8 negres rei · g8 negres torre · a7 negres peó · b7 negres alfil · c7 negres peó · d7 negres peó · e7 negres cavall · f7 negres peó · h7 negres peó · b6 negres alfil · c6 negres cavall · f6 blanques peó · a4 blanques dama · a3 blanques alfil · c3 blanques peó · d3 blanques alfil · f3 negres dama · a2 blanques peó · f2 blanques peó · g2 blanques peó · h2 blanques peó · d1 blanques torre · e1 blanques torre · g1 blanques rei | b8 negres torre · e8 negres rei · g8 negres torre · a7 negres peó · b7 negres alfil · c7 negres peó · d7 negres peó · e7 negres cavall · f7 negres peó · h7 negres peó · b6 negres alfil · c6 negres cavall · f6 blanques peó · a4 blanques dama · a3 blanques alfil · c3 blanques peó · d3 blanques alfil · f3 negres dama · a2 blanques peó · f2 blanques peó · g2 blanques peó · h2 blanques peó · d1 blanques torre · e1 blanques torre · g1 blanques rei | b8 negres torre · e8 negres rei · g8 negres torre · a7 negres peó · b7 negres alfil · c7 negres peó · d7 negres peó · e7 negres cavall · f7 negres peó · h7 negres peó · b6 negres alfil · c6 negres cavall · f6 blanques peó · a4 blanques dama · a3 blanques alfil · c3 blanques peó · d3 blanques alfil · f3 negres dama · a2 blanques peó · f2 blanques peó · g2 blanques peó · h2 blanques peó · d1 blanques torre · e1 blanques torre · g1 blanques rei | b8 negres torre · e8 negres rei · g8 negres torre · a7 negres peó · b7 negres alfil · c7 negres peó · d7 negres peó · e7 negres cavall · f7 negres peó · h7 negres peó · b6 negres alfil · c6 negres cavall · f6 blanques peó · a4 blanques dama · a3 blanques alfil · c3 blanques peó · d3 blanques alfil · f3 negres dama · a2 blanques peó · f2 blanques peó · g2 blanques peó · h2 blanques peó · d1 blanques torre · e1 blanques torre · g1 blanques rei | b8 negres torre · e8 negres rei · g8 negres torre · a7 negres peó · b7 negres alfil · c7 negres peó · d7 negres peó · e7 negres cavall · f7 negres peó · h7 negres peó · b6 negres alfil · c6 negres cavall · f6 blanques peó · a4 blanques dama · a3 blanques alfil · c3 blanques peó · d3 blanques alfil · f3 negres dama · a2 blanques peó · f2 blanques peó · g2 blanques peó · h2 blanques peó · d1 blanques torre · e1 blanques torre · g1 blanques rei | b8 negres torre · e8 negres rei · g8 negres torre · a7 negres peó · b7 negres alfil · c7 negres peó · d7 negres peó · e7 negres cavall · f7 negres peó · h7 negres peó · b6 negres alfil · c6 negres cavall · f6 blanques peó · a4 blanques dama · a3 blanques alfil · c3 blanques peó · d3 blanques alfil · f3 negres dama · a2 blanques peó · f2 blanques peó · g2 blanques peó · h2 blanques peó · d1 blanques torre · e1 blanques torre · g1 blanques rei | 5 |
| 4 | b8 negres torre · e8 negres rei · g8 negres torre · a7 negres peó · b7 negres alfil · c7 negres peó · d7 negres peó · e7 negres cavall · f7 negres peó · h7 negres peó · b6 negres alfil · c6 negres cavall · f6 blanques peó · a4 blanques dama · a3 blanques alfil · c3 blanques peó · d3 blanques alfil · f3 negres dama · a2 blanques peó · f2 blanques peó · g2 blanques peó · h2 blanques peó · d1 blanques torre · e1 blanques torre · g1 blanques rei | b8 negres torre · e8 negres rei · g8 negres torre · a7 negres peó · b7 negres alfil · c7 negres peó · d7 negres peó · e7 negres cavall · f7 negres peó · h7 negres peó · b6 negres alfil · c6 negres cavall · f6 blanques peó · a4 blanques dama · a3 blanques alfil · c3 blanques peó · d3 blanques alfil · f3 negres dama · a2 blanques peó · f2 blanques peó · g2 blanques peó · h2 blanques peó · d1 blanques torre · e1 blanques torre · g1 blanques rei | b8 negres torre · e8 negres rei · g8 negres torre · a7 negres peó · b7 negres alfil · c7 negres peó · d7 negres peó · e7 negres cavall · f7 negres peó · h7 negres peó · b6 negres alfil · c6 negres cavall · f6 blanques peó · a4 blanques dama · a3 blanques alfil · c3 blanques peó · d3 blanques alfil · f3 negres dama · a2 blanques peó · f2 blanques peó · g2 blanques peó · h2 blanques peó · d1 blanques torre · e1 blanques torre · g1 blanques rei | b8 negres torre · e8 negres rei · g8 negres torre · a7 negres peó · b7 negres alfil · c7 negres peó · d7 negres peó · e7 negres cavall · f7 negres peó · h7 negres peó · b6 negres alfil · c6 negres cavall · f6 blanques peó · a4 blanques dama · a3 blanques alfil · c3 blanques peó · d3 blanques alfil · f3 negres dama · a2 blanques peó · f2 blanques peó · g2 blanques peó · h2 blanques peó · d1 blanques torre · e1 blanques torre · g1 blanques rei | b8 negres torre · e8 negres rei · g8 negres torre · a7 negres peó · b7 negres alfil · c7 negres peó · d7 negres peó · e7 negres cavall · f7 negres peó · h7 negres peó · b6 negres alfil · c6 negres cavall · f6 blanques peó · a4 blanques dama · a3 blanques alfil · c3 blanques peó · d3 blanques alfil · f3 negres dama · a2 blanques peó · f2 blanques peó · g2 blanques peó · h2 blanques peó · d1 blanques torre · e1 blanques torre · g1 blanques rei | b8 negres torre · e8 negres rei · g8 negres torre · a7 negres peó · b7 negres alfil · c7 negres peó · d7 negres peó · e7 negres cavall · f7 negres peó · h7 negres peó · b6 negres alfil · c6 negres cavall · f6 blanques peó · a4 blanques dama · a3 blanques alfil · c3 blanques peó · d3 blanques alfil · f3 negres dama · a2 blanques peó · f2 blanques peó · g2 blanques peó · h2 blanques peó · d1 blanques torre · e1 blanques torre · g1 blanques rei | b8 negres torre · e8 negres rei · g8 negres torre · a7 negres peó · b7 negres alfil · c7 negres peó · d7 negres peó · e7 negres cavall · f7 negres peó · h7 negres peó · b6 negres alfil · c6 negres cavall · f6 blanques peó · a4 blanques dama · a3 blanques alfil · c3 blanques peó · d3 blanques alfil · f3 negres dama · a2 blanques peó · f2 blanques peó · g2 blanques peó · h2 blanques peó · d1 blanques torre · e1 blanques torre · g1 blanques rei | b8 negres torre · e8 negres rei · g8 negres torre · a7 negres peó · b7 negres alfil · c7 negres peó · d7 negres peó · e7 negres cavall · f7 negres peó · h7 negres peó · b6 negres alfil · c6 negres cavall · f6 blanques peó · a4 blanques dama · a3 blanques alfil · c3 blanques peó · d3 blanques alfil · f3 negres dama · a2 blanques peó · f2 blanques peó · g2 blanques peó · h2 blanques peó · d1 blanques torre · e1 blanques torre · g1 blanques rei | 4 |
| 3 | b8 negres torre · e8 negres rei · g8 negres torre · a7 negres peó · b7 negres alfil · c7 negres peó · d7 negres peó · e7 negres cavall · f7 negres peó · h7 negres peó · b6 negres alfil · c6 negres cavall · f6 blanques peó · a4 blanques dama · a3 blanques alfil · c3 blanques peó · d3 blanques alfil · f3 negres dama · a2 blanques peó · f2 blanques peó · g2 blanques peó · h2 blanques peó · d1 blanques torre · e1 blanques torre · g1 blanques rei | b8 negres torre · e8 negres rei · g8 negres torre · a7 negres peó · b7 negres alfil · c7 negres peó · d7 negres peó · e7 negres cavall · f7 negres peó · h7 negres peó · b6 negres alfil · c6 negres cavall · f6 blanques peó · a4 blanques dama · a3 blanques alfil · c3 blanques peó · d3 blanques alfil · f3 negres dama · a2 blanques peó · f2 blanques peó · g2 blanques peó · h2 blanques peó · d1 blanques torre · e1 blanques torre · g1 blanques rei | b8 negres torre · e8 negres rei · g8 negres torre · a7 negres peó · b7 negres alfil · c7 negres peó · d7 negres peó · e7 negres cavall · f7 negres peó · h7 negres peó · b6 negres alfil · c6 negres cavall · f6 blanques peó · a4 blanques dama · a3 blanques alfil · c3 blanques peó · d3 blanques alfil · f3 negres dama · a2 blanques peó · f2 blanques peó · g2 blanques peó · h2 blanques peó · d1 blanques torre · e1 blanques torre · g1 blanques rei | b8 negres torre · e8 negres rei · g8 negres torre · a7 negres peó · b7 negres alfil · c7 negres peó · d7 negres peó · e7 negres cavall · f7 negres peó · h7 negres peó · b6 negres alfil · c6 negres cavall · f6 blanques peó · a4 blanques dama · a3 blanques alfil · c3 blanques peó · d3 blanques alfil · f3 negres dama · a2 blanques peó · f2 blanques peó · g2 blanques peó · h2 blanques peó · d1 blanques torre · e1 blanques torre · g1 blanques rei | b8 negres torre · e8 negres rei · g8 negres torre · a7 negres peó · b7 negres alfil · c7 negres peó · d7 negres peó · e7 negres cavall · f7 negres peó · h7 negres peó · b6 negres alfil · c6 negres cavall · f6 blanques peó · a4 blanques dama · a3 blanques alfil · c3 blanques peó · d3 blanques alfil · f3 negres dama · a2 blanques peó · f2 blanques peó · g2 blanques peó · h2 blanques peó · d1 blanques torre · e1 blanques torre · g1 blanques rei | b8 negres torre · e8 negres rei · g8 negres torre · a7 negres peó · b7 negres alfil · c7 negres peó · d7 negres peó · e7 negres cavall · f7 negres peó · h7 negres peó · b6 negres alfil · c6 negres cavall · f6 blanques peó · a4 blanques dama · a3 blanques alfil · c3 blanques peó · d3 blanques alfil · f3 negres dama · a2 blanques peó · f2 blanques peó · g2 blanques peó · h2 blanques peó · d1 blanques torre · e1 blanques torre · g1 blanques rei | b8 negres torre · e8 negres rei · g8 negres torre · a7 negres peó · b7 negres alfil · c7 negres peó · d7 negres peó · e7 negres cavall · f7 negres peó · h7 negres peó · b6 negres alfil · c6 negres cavall · f6 blanques peó · a4 blanques dama · a3 blanques alfil · c3 blanques peó · d3 blanques alfil · f3 negres dama · a2 blanques peó · f2 blanques peó · g2 blanques peó · h2 blanques peó · d1 blanques torre · e1 blanques torre · g1 blanques rei | b8 negres torre · e8 negres rei · g8 negres torre · a7 negres peó · b7 negres alfil · c7 negres peó · d7 negres peó · e7 negres cavall · f7 negres peó · h7 negres peó · b6 negres alfil · c6 negres cavall · f6 blanques peó · a4 blanques dama · a3 blanques alfil · c3 blanques peó · d3 blanques alfil · f3 negres dama · a2 blanques peó · f2 blanques peó · g2 blanques peó · h2 blanques peó · d1 blanques torre · e1 blanques torre · g1 blanques rei | 3 |
| 2 | b8 negres torre · e8 negres rei · g8 negres torre · a7 negres peó · b7 negres alfil · c7 negres peó · d7 negres peó · e7 negres cavall · f7 negres peó · h7 negres peó · b6 negres alfil · c6 negres cavall · f6 blanques peó · a4 blanques dama · a3 blanques alfil · c3 blanques peó · d3 blanques alfil · f3 negres dama · a2 blanques peó · f2 blanques peó · g2 blanques peó · h2 blanques peó · d1 blanques torre · e1 blanques torre · g1 blanques rei | b8 negres torre · e8 negres rei · g8 negres torre · a7 negres peó · b7 negres alfil · c7 negres peó · d7 negres peó · e7 negres cavall · f7 negres peó · h7 negres peó · b6 negres alfil · c6 negres cavall · f6 blanques peó · a4 blanques dama · a3 blanques alfil · c3 blanques peó · d3 blanques alfil · f3 negres dama · a2 blanques peó · f2 blanques peó · g2 blanques peó · h2 blanques peó · d1 blanques torre · e1 blanques torre · g1 blanques rei | b8 negres torre · e8 negres rei · g8 negres torre · a7 negres peó · b7 negres alfil · c7 negres peó · d7 negres peó · e7 negres cavall · f7 negres peó · h7 negres peó · b6 negres alfil · c6 negres cavall · f6 blanques peó · a4 blanques dama · a3 blanques alfil · c3 blanques peó · d3 blanques alfil · f3 negres dama · a2 blanques peó · f2 blanques peó · g2 blanques peó · h2 blanques peó · d1 blanques torre · e1 blanques torre · g1 blanques rei | b8 negres torre · e8 negres rei · g8 negres torre · a7 negres peó · b7 negres alfil · c7 negres peó · d7 negres peó · e7 negres cavall · f7 negres peó · h7 negres peó · b6 negres alfil · c6 negres cavall · f6 blanques peó · a4 blanques dama · a3 blanques alfil · c3 blanques peó · d3 blanques alfil · f3 negres dama · a2 blanques peó · f2 blanques peó · g2 blanques peó · h2 blanques peó · d1 blanques torre · e1 blanques torre · g1 blanques rei | b8 negres torre · e8 negres rei · g8 negres torre · a7 negres peó · b7 negres alfil · c7 negres peó · d7 negres peó · e7 negres cavall · f7 negres peó · h7 negres peó · b6 negres alfil · c6 negres cavall · f6 blanques peó · a4 blanques dama · a3 blanques alfil · c3 blanques peó · d3 blanques alfil · f3 negres dama · a2 blanques peó · f2 blanques peó · g2 blanques peó · h2 blanques peó · d1 blanques torre · e1 blanques torre · g1 blanques rei | b8 negres torre · e8 negres rei · g8 negres torre · a7 negres peó · b7 negres alfil · c7 negres peó · d7 negres peó · e7 negres cavall · f7 negres peó · h7 negres peó · b6 negres alfil · c6 negres cavall · f6 blanques peó · a4 blanques dama · a3 blanques alfil · c3 blanques peó · d3 blanques alfil · f3 negres dama · a2 blanques peó · f2 blanques peó · g2 blanques peó · h2 blanques peó · d1 blanques torre · e1 blanques torre · g1 blanques rei | b8 negres torre · e8 negres rei · g8 negres torre · a7 negres peó · b7 negres alfil · c7 negres peó · d7 negres peó · e7 negres cavall · f7 negres peó · h7 negres peó · b6 negres alfil · c6 negres cavall · f6 blanques peó · a4 blanques dama · a3 blanques alfil · c3 blanques peó · d3 blanques alfil · f3 negres dama · a2 blanques peó · f2 blanques peó · g2 blanques peó · h2 blanques peó · d1 blanques torre · e1 blanques torre · g1 blanques rei | b8 negres torre · e8 negres rei · g8 negres torre · a7 negres peó · b7 negres alfil · c7 negres peó · d7 negres peó · e7 negres cavall · f7 negres peó · h7 negres peó · b6 negres alfil · c6 negres cavall · f6 blanques peó · a4 blanques dama · a3 blanques alfil · c3 blanques peó · d3 blanques alfil · f3 negres dama · a2 blanques peó · f2 blanques peó · g2 blanques peó · h2 blanques peó · d1 blanques torre · e1 blanques torre · g1 blanques rei | 2 |
| 1 | b8 negres torre · e8 negres rei · g8 negres torre · a7 negres peó · b7 negres alfil · c7 negres peó · d7 negres peó · e7 negres cavall · f7 negres peó · h7 negres peó · b6 negres alfil · c6 negres cavall · f6 blanques peó · a4 blanques dama · a3 blanques alfil · c3 blanques peó · d3 blanques alfil · f3 negres dama · a2 blanques peó · f2 blanques peó · g2 blanques peó · h2 blanques peó · d1 blanques torre · e1 blanques torre · g1 blanques rei | b8 negres torre · e8 negres rei · g8 negres torre · a7 negres peó · b7 negres alfil · c7 negres peó · d7 negres peó · e7 negres cavall · f7 negres peó · h7 negres peó · b6 negres alfil · c6 negres cavall · f6 blanques peó · a4 blanques dama · a3 blanques alfil · c3 blanques peó · d3 blanques alfil · f3 negres dama · a2 blanques peó · f2 blanques peó · g2 blanques peó · h2 blanques peó · d1 blanques torre · e1 blanques torre · g1 blanques rei | b8 negres torre · e8 negres rei · g8 negres torre · a7 negres peó · b7 negres alfil · c7 negres peó · d7 negres peó · e7 negres cavall · f7 negres peó · h7 negres peó · b6 negres alfil · c6 negres cavall · f6 blanques peó · a4 blanques dama · a3 blanques alfil · c3 blanques peó · d3 blanques alfil · f3 negres dama · a2 blanques peó · f2 blanques peó · g2 blanques peó · h2 blanques peó · d1 blanques torre · e1 blanques torre · g1 blanques rei | b8 negres torre · e8 negres rei · g8 negres torre · a7 negres peó · b7 negres alfil · c7 negres peó · d7 negres peó · e7 negres cavall · f7 negres peó · h7 negres peó · b6 negres alfil · c6 negres cavall · f6 blanques peó · a4 blanques dama · a3 blanques alfil · c3 blanques peó · d3 blanques alfil · f3 negres dama · a2 blanques peó · f2 blanques peó · g2 blanques peó · h2 blanques peó · d1 blanques torre · e1 blanques torre · g1 blanques rei | b8 negres torre · e8 negres rei · g8 negres torre · a7 negres peó · b7 negres alfil · c7 negres peó · d7 negres peó · e7 negres cavall · f7 negres peó · h7 negres peó · b6 negres alfil · c6 negres cavall · f6 blanques peó · a4 blanques dama · a3 blanques alfil · c3 blanques peó · d3 blanques alfil · f3 negres dama · a2 blanques peó · f2 blanques peó · g2 blanques peó · h2 blanques peó · d1 blanques torre · e1 blanques torre · g1 blanques rei | b8 negres torre · e8 negres rei · g8 negres torre · a7 negres peó · b7 negres alfil · c7 negres peó · d7 negres peó · e7 negres cavall · f7 negres peó · h7 negres peó · b6 negres alfil · c6 negres cavall · f6 blanques peó · a4 blanques dama · a3 blanques alfil · c3 blanques peó · d3 blanques alfil · f3 negres dama · a2 blanques peó · f2 blanques peó · g2 blanques peó · h2 blanques peó · d1 blanques torre · e1 blanques torre · g1 blanques rei | b8 negres torre · e8 negres rei · g8 negres torre · a7 negres peó · b7 negres alfil · c7 negres peó · d7 negres peó · e7 negres cavall · f7 negres peó · h7 negres peó · b6 negres alfil · c6 negres cavall · f6 blanques peó · a4 blanques dama · a3 blanques alfil · c3 blanques peó · d3 blanques alfil · f3 negres dama · a2 blanques peó · f2 blanques peó · g2 blanques peó · h2 blanques peó · d1 blanques torre · e1 blanques torre · g1 blanques rei | b8 negres torre · e8 negres rei · g8 negres torre · a7 negres peó · b7 negres alfil · c7 negres peó · d7 negres peó · e7 negres cavall · f7 negres peó · h7 negres peó · b6 negres alfil · c6 negres cavall · f6 blanques peó · a4 blanques dama · a3 blanques alfil · c3 blanques peó · d3 blanques alfil · f3 negres dama · a2 blanques peó · f2 blanques peó · g2 blanques peó · h2 blanques peó · d1 blanques torre · e1 blanques torre · g1 blanques rei | 1 |
|   | a | b | c | d | e | f | g | h |   |

17... gxf6 18. exf6 Tg8 19. Tad1! Dxf3?
Després de 19...Dxf3 la dama negra no pot ser capturada perquè la torre de g8 clava el peó blanc de g2 (vegeu el diagrama). Les negres ara amenacen de prendre tant a f2 com a g2, amdós cops greus amenaces contra el rei blanc, però Anderssen té un demolidor recurs disponible.
20. Txe7+! Cxe7?
L'alternativa passiva 20...Rd8 resisteix més, però les blanques estan millor després de 21.Txd7+ Rc8 22.Td8+ Rxd8 (22...Txd8 23.gxf3) 23.Af5+ (Chessmaster dona 23.Ae2+) Dxd1+ 24.Dxd1+ Cd4 25.g3.
21. Dxd7+!! Rxd7 22. Af5++
Els escacs dobles són perillosos perquè forcen el rei a moure. Aquí, no és només perillós, sinó decisiu.
22... Re8
22...Rc6 perd per 23.Ad7# (escac i mat).
23. Ad7+ Rf8
Si 23...Rd8, llavors tant 24.Axe7 com 24.fxe7 són mat.
24. Axe7# 1–0
Savielly Tartakower va dir-ne: «Una combinació sense parió en la literatura dels escacs.» (Tartakower & du Mont 1975:35).
|   | a | b | c | d | e | f | g | h |   |
| 8 | b8 negres torre · f8 negres rei · g8 negres torre · a7 negres peó · b7 negres alfil · c7 negres peó · d7 blanques alfil · e7 blanques alfil · f7 negres peó · h7 negres peó · b6 negres alfil · f6 blanques peó · c3 blanques peó · f3 negres dama · a2 blanques peó · f2 blanques peó · g2 blanques peó · h2 blanques peó · d1 blanques torre · g1 blanques rei | b8 negres torre · f8 negres rei · g8 negres torre · a7 negres peó · b7 negres alfil · c7 negres peó · d7 blanques alfil · e7 blanques alfil · f7 negres peó · h7 negres peó · b6 negres alfil · f6 blanques peó · c3 blanques peó · f3 negres dama · a2 blanques peó · f2 blanques peó · g2 blanques peó · h2 blanques peó · d1 blanques torre · g1 blanques rei | b8 negres torre · f8 negres rei · g8 negres torre · a7 negres peó · b7 negres alfil · c7 negres peó · d7 blanques alfil · e7 blanques alfil · f7 negres peó · h7 negres peó · b6 negres alfil · f6 blanques peó · c3 blanques peó · f3 negres dama · a2 blanques peó · f2 blanques peó · g2 blanques peó · h2 blanques peó · d1 blanques torre · g1 blanques rei | b8 negres torre · f8 negres rei · g8 negres torre · a7 negres peó · b7 negres alfil · c7 negres peó · d7 blanques alfil · e7 blanques alfil · f7 negres peó · h7 negres peó · b6 negres alfil · f6 blanques peó · c3 blanques peó · f3 negres dama · a2 blanques peó · f2 blanques peó · g2 blanques peó · h2 blanques peó · d1 blanques torre · g1 blanques rei | b8 negres torre · f8 negres rei · g8 negres torre · a7 negres peó · b7 negres alfil · c7 negres peó · d7 blanques alfil · e7 blanques alfil · f7 negres peó · h7 negres peó · b6 negres alfil · f6 blanques peó · c3 blanques peó · f3 negres dama · a2 blanques peó · f2 blanques peó · g2 blanques peó · h2 blanques peó · d1 blanques torre · g1 blanques rei | b8 negres torre · f8 negres rei · g8 negres torre · a7 negres peó · b7 negres alfil · c7 negres peó · d7 blanques alfil · e7 blanques alfil · f7 negres peó · h7 negres peó · b6 negres alfil · f6 blanques peó · c3 blanques peó · f3 negres dama · a2 blanques peó · f2 blanques peó · g2 blanques peó · h2 blanques peó · d1 blanques torre · g1 blanques rei | b8 negres torre · f8 negres rei · g8 negres torre · a7 negres peó · b7 negres alfil · c7 negres peó · d7 blanques alfil · e7 blanques alfil · f7 negres peó · h7 negres peó · b6 negres alfil · f6 blanques peó · c3 blanques peó · f3 negres dama · a2 blanques peó · f2 blanques peó · g2 blanques peó · h2 blanques peó · d1 blanques torre · g1 blanques rei | b8 negres torre · f8 negres rei · g8 negres torre · a7 negres peó · b7 negres alfil · c7 negres peó · d7 blanques alfil · e7 blanques alfil · f7 negres peó · h7 negres peó · b6 negres alfil · f6 blanques peó · c3 blanques peó · f3 negres dama · a2 blanques peó · f2 blanques peó · g2 blanques peó · h2 blanques peó · d1 blanques torre · g1 blanques rei | 8 |
| 7 | b8 negres torre · f8 negres rei · g8 negres torre · a7 negres peó · b7 negres alfil · c7 negres peó · d7 blanques alfil · e7 blanques alfil · f7 negres peó · h7 negres peó · b6 negres alfil · f6 blanques peó · c3 blanques peó · f3 negres dama · a2 blanques peó · f2 blanques peó · g2 blanques peó · h2 blanques peó · d1 blanques torre · g1 blanques rei | b8 negres torre · f8 negres rei · g8 negres torre · a7 negres peó · b7 negres alfil · c7 negres peó · d7 blanques alfil · e7 blanques alfil · f7 negres peó · h7 negres peó · b6 negres alfil · f6 blanques peó · c3 blanques peó · f3 negres dama · a2 blanques peó · f2 blanques peó · g2 blanques peó · h2 blanques peó · d1 blanques torre · g1 blanques rei | b8 negres torre · f8 negres rei · g8 negres torre · a7 negres peó · b7 negres alfil · c7 negres peó · d7 blanques alfil · e7 blanques alfil · f7 negres peó · h7 negres peó · b6 negres alfil · f6 blanques peó · c3 blanques peó · f3 negres dama · a2 blanques peó · f2 blanques peó · g2 blanques peó · h2 blanques peó · d1 blanques torre · g1 blanques rei | b8 negres torre · f8 negres rei · g8 negres torre · a7 negres peó · b7 negres alfil · c7 negres peó · d7 blanques alfil · e7 blanques alfil · f7 negres peó · h7 negres peó · b6 negres alfil · f6 blanques peó · c3 blanques peó · f3 negres dama · a2 blanques peó · f2 blanques peó · g2 blanques peó · h2 blanques peó · d1 blanques torre · g1 blanques rei | b8 negres torre · f8 negres rei · g8 negres torre · a7 negres peó · b7 negres alfil · c7 negres peó · d7 blanques alfil · e7 blanques alfil · f7 negres peó · h7 negres peó · b6 negres alfil · f6 blanques peó · c3 blanques peó · f3 negres dama · a2 blanques peó · f2 blanques peó · g2 blanques peó · h2 blanques peó · d1 blanques torre · g1 blanques rei | b8 negres torre · f8 negres rei · g8 negres torre · a7 negres peó · b7 negres alfil · c7 negres peó · d7 blanques alfil · e7 blanques alfil · f7 negres peó · h7 negres peó · b6 negres alfil · f6 blanques peó · c3 blanques peó · f3 negres dama · a2 blanques peó · f2 blanques peó · g2 blanques peó · h2 blanques peó · d1 blanques torre · g1 blanques rei | b8 negres torre · f8 negres rei · g8 negres torre · a7 negres peó · b7 negres alfil · c7 negres peó · d7 blanques alfil · e7 blanques alfil · f7 negres peó · h7 negres peó · b6 negres alfil · f6 blanques peó · c3 blanques peó · f3 negres dama · a2 blanques peó · f2 blanques peó · g2 blanques peó · h2 blanques peó · d1 blanques torre · g1 blanques rei | b8 negres torre · f8 negres rei · g8 negres torre · a7 negres peó · b7 negres alfil · c7 negres peó · d7 blanques alfil · e7 blanques alfil · f7 negres peó · h7 negres peó · b6 negres alfil · f6 blanques peó · c3 blanques peó · f3 negres dama · a2 blanques peó · f2 blanques peó · g2 blanques peó · h2 blanques peó · d1 blanques torre · g1 blanques rei | 7 |
| 6 | b8 negres torre · f8 negres rei · g8 negres torre · a7 negres peó · b7 negres alfil · c7 negres peó · d7 blanques alfil · e7 blanques alfil · f7 negres peó · h7 negres peó · b6 negres alfil · f6 blanques peó · c3 blanques peó · f3 negres dama · a2 blanques peó · f2 blanques peó · g2 blanques peó · h2 blanques peó · d1 blanques torre · g1 blanques rei | b8 negres torre · f8 negres rei · g8 negres torre · a7 negres peó · b7 negres alfil · c7 negres peó · d7 blanques alfil · e7 blanques alfil · f7 negres peó · h7 negres peó · b6 negres alfil · f6 blanques peó · c3 blanques peó · f3 negres dama · a2 blanques peó · f2 blanques peó · g2 blanques peó · h2 blanques peó · d1 blanques torre · g1 blanques rei | b8 negres torre · f8 negres rei · g8 negres torre · a7 negres peó · b7 negres alfil · c7 negres peó · d7 blanques alfil · e7 blanques alfil · f7 negres peó · h7 negres peó · b6 negres alfil · f6 blanques peó · c3 blanques peó · f3 negres dama · a2 blanques peó · f2 blanques peó · g2 blanques peó · h2 blanques peó · d1 blanques torre · g1 blanques rei | b8 negres torre · f8 negres rei · g8 negres torre · a7 negres peó · b7 negres alfil · c7 negres peó · d7 blanques alfil · e7 blanques alfil · f7 negres peó · h7 negres peó · b6 negres alfil · f6 blanques peó · c3 blanques peó · f3 negres dama · a2 blanques peó · f2 blanques peó · g2 blanques peó · h2 blanques peó · d1 blanques torre · g1 blanques rei | b8 negres torre · f8 negres rei · g8 negres torre · a7 negres peó · b7 negres alfil · c7 negres peó · d7 blanques alfil · e7 blanques alfil · f7 negres peó · h7 negres peó · b6 negres alfil · f6 blanques peó · c3 blanques peó · f3 negres dama · a2 blanques peó · f2 blanques peó · g2 blanques peó · h2 blanques peó · d1 blanques torre · g1 blanques rei | b8 negres torre · f8 negres rei · g8 negres torre · a7 negres peó · b7 negres alfil · c7 negres peó · d7 blanques alfil · e7 blanques alfil · f7 negres peó · h7 negres peó · b6 negres alfil · f6 blanques peó · c3 blanques peó · f3 negres dama · a2 blanques peó · f2 blanques peó · g2 blanques peó · h2 blanques peó · d1 blanques torre · g1 blanques rei | b8 negres torre · f8 negres rei · g8 negres torre · a7 negres peó · b7 negres alfil · c7 negres peó · d7 blanques alfil · e7 blanques alfil · f7 negres peó · h7 negres peó · b6 negres alfil · f6 blanques peó · c3 blanques peó · f3 negres dama · a2 blanques peó · f2 blanques peó · g2 blanques peó · h2 blanques peó · d1 blanques torre · g1 blanques rei | b8 negres torre · f8 negres rei · g8 negres torre · a7 negres peó · b7 negres alfil · c7 negres peó · d7 blanques alfil · e7 blanques alfil · f7 negres peó · h7 negres peó · b6 negres alfil · f6 blanques peó · c3 blanques peó · f3 negres dama · a2 blanques peó · f2 blanques peó · g2 blanques peó · h2 blanques peó · d1 blanques torre · g1 blanques rei | 6 |
| 5 | b8 negres torre · f8 negres rei · g8 negres torre · a7 negres peó · b7 negres alfil · c7 negres peó · d7 blanques alfil · e7 blanques alfil · f7 negres peó · h7 negres peó · b6 negres alfil · f6 blanques peó · c3 blanques peó · f3 negres dama · a2 blanques peó · f2 blanques peó · g2 blanques peó · h2 blanques peó · d1 blanques torre · g1 blanques rei | b8 negres torre · f8 negres rei · g8 negres torre · a7 negres peó · b7 negres alfil · c7 negres peó · d7 blanques alfil · e7 blanques alfil · f7 negres peó · h7 negres peó · b6 negres alfil · f6 blanques peó · c3 blanques peó · f3 negres dama · a2 blanques peó · f2 blanques peó · g2 blanques peó · h2 blanques peó · d1 blanques torre · g1 blanques rei | b8 negres torre · f8 negres rei · g8 negres torre · a7 negres peó · b7 negres alfil · c7 negres peó · d7 blanques alfil · e7 blanques alfil · f7 negres peó · h7 negres peó · b6 negres alfil · f6 blanques peó · c3 blanques peó · f3 negres dama · a2 blanques peó · f2 blanques peó · g2 blanques peó · h2 blanques peó · d1 blanques torre · g1 blanques rei | b8 negres torre · f8 negres rei · g8 negres torre · a7 negres peó · b7 negres alfil · c7 negres peó · d7 blanques alfil · e7 blanques alfil · f7 negres peó · h7 negres peó · b6 negres alfil · f6 blanques peó · c3 blanques peó · f3 negres dama · a2 blanques peó · f2 blanques peó · g2 blanques peó · h2 blanques peó · d1 blanques torre · g1 blanques rei | b8 negres torre · f8 negres rei · g8 negres torre · a7 negres peó · b7 negres alfil · c7 negres peó · d7 blanques alfil · e7 blanques alfil · f7 negres peó · h7 negres peó · b6 negres alfil · f6 blanques peó · c3 blanques peó · f3 negres dama · a2 blanques peó · f2 blanques peó · g2 blanques peó · h2 blanques peó · d1 blanques torre · g1 blanques rei | b8 negres torre · f8 negres rei · g8 negres torre · a7 negres peó · b7 negres alfil · c7 negres peó · d7 blanques alfil · e7 blanques alfil · f7 negres peó · h7 negres peó · b6 negres alfil · f6 blanques peó · c3 blanques peó · f3 negres dama · a2 blanques peó · f2 blanques peó · g2 blanques peó · h2 blanques peó · d1 blanques torre · g1 blanques rei | b8 negres torre · f8 negres rei · g8 negres torre · a7 negres peó · b7 negres alfil · c7 negres peó · d7 blanques alfil · e7 blanques alfil · f7 negres peó · h7 negres peó · b6 negres alfil · f6 blanques peó · c3 blanques peó · f3 negres dama · a2 blanques peó · f2 blanques peó · g2 blanques peó · h2 blanques peó · d1 blanques torre · g1 blanques rei | b8 negres torre · f8 negres rei · g8 negres torre · a7 negres peó · b7 negres alfil · c7 negres peó · d7 blanques alfil · e7 blanques alfil · f7 negres peó · h7 negres peó · b6 negres alfil · f6 blanques peó · c3 blanques peó · f3 negres dama · a2 blanques peó · f2 blanques peó · g2 blanques peó · h2 blanques peó · d1 blanques torre · g1 blanques rei | 5 |
| 4 | b8 negres torre · f8 negres rei · g8 negres torre · a7 negres peó · b7 negres alfil · c7 negres peó · d7 blanques alfil · e7 blanques alfil · f7 negres peó · h7 negres peó · b6 negres alfil · f6 blanques peó · c3 blanques peó · f3 negres dama · a2 blanques peó · f2 blanques peó · g2 blanques peó · h2 blanques peó · d1 blanques torre · g1 blanques rei | b8 negres torre · f8 negres rei · g8 negres torre · a7 negres peó · b7 negres alfil · c7 negres peó · d7 blanques alfil · e7 blanques alfil · f7 negres peó · h7 negres peó · b6 negres alfil · f6 blanques peó · c3 blanques peó · f3 negres dama · a2 blanques peó · f2 blanques peó · g2 blanques peó · h2 blanques peó · d1 blanques torre · g1 blanques rei | b8 negres torre · f8 negres rei · g8 negres torre · a7 negres peó · b7 negres alfil · c7 negres peó · d7 blanques alfil · e7 blanques alfil · f7 negres peó · h7 negres peó · b6 negres alfil · f6 blanques peó · c3 blanques peó · f3 negres dama · a2 blanques peó · f2 blanques peó · g2 blanques peó · h2 blanques peó · d1 blanques torre · g1 blanques rei | b8 negres torre · f8 negres rei · g8 negres torre · a7 negres peó · b7 negres alfil · c7 negres peó · d7 blanques alfil · e7 blanques alfil · f7 negres peó · h7 negres peó · b6 negres alfil · f6 blanques peó · c3 blanques peó · f3 negres dama · a2 blanques peó · f2 blanques peó · g2 blanques peó · h2 blanques peó · d1 blanques torre · g1 blanques rei | b8 negres torre · f8 negres rei · g8 negres torre · a7 negres peó · b7 negres alfil · c7 negres peó · d7 blanques alfil · e7 blanques alfil · f7 negres peó · h7 negres peó · b6 negres alfil · f6 blanques peó · c3 blanques peó · f3 negres dama · a2 blanques peó · f2 blanques peó · g2 blanques peó · h2 blanques peó · d1 blanques torre · g1 blanques rei | b8 negres torre · f8 negres rei · g8 negres torre · a7 negres peó · b7 negres alfil · c7 negres peó · d7 blanques alfil · e7 blanques alfil · f7 negres peó · h7 negres peó · b6 negres alfil · f6 blanques peó · c3 blanques peó · f3 negres dama · a2 blanques peó · f2 blanques peó · g2 blanques peó · h2 blanques peó · d1 blanques torre · g1 blanques rei | b8 negres torre · f8 negres rei · g8 negres torre · a7 negres peó · b7 negres alfil · c7 negres peó · d7 blanques alfil · e7 blanques alfil · f7 negres peó · h7 negres peó · b6 negres alfil · f6 blanques peó · c3 blanques peó · f3 negres dama · a2 blanques peó · f2 blanques peó · g2 blanques peó · h2 blanques peó · d1 blanques torre · g1 blanques rei | b8 negres torre · f8 negres rei · g8 negres torre · a7 negres peó · b7 negres alfil · c7 negres peó · d7 blanques alfil · e7 blanques alfil · f7 negres peó · h7 negres peó · b6 negres alfil · f6 blanques peó · c3 blanques peó · f3 negres dama · a2 blanques peó · f2 blanques peó · g2 blanques peó · h2 blanques peó · d1 blanques torre · g1 blanques rei | 4 |
| 3 | b8 negres torre · f8 negres rei · g8 negres torre · a7 negres peó · b7 negres alfil · c7 negres peó · d7 blanques alfil · e7 blanques alfil · f7 negres peó · h7 negres peó · b6 negres alfil · f6 blanques peó · c3 blanques peó · f3 negres dama · a2 blanques peó · f2 blanques peó · g2 blanques peó · h2 blanques peó · d1 blanques torre · g1 blanques rei | b8 negres torre · f8 negres rei · g8 negres torre · a7 negres peó · b7 negres alfil · c7 negres peó · d7 blanques alfil · e7 blanques alfil · f7 negres peó · h7 negres peó · b6 negres alfil · f6 blanques peó · c3 blanques peó · f3 negres dama · a2 blanques peó · f2 blanques peó · g2 blanques peó · h2 blanques peó · d1 blanques torre · g1 blanques rei | b8 negres torre · f8 negres rei · g8 negres torre · a7 negres peó · b7 negres alfil · c7 negres peó · d7 blanques alfil · e7 blanques alfil · f7 negres peó · h7 negres peó · b6 negres alfil · f6 blanques peó · c3 blanques peó · f3 negres dama · a2 blanques peó · f2 blanques peó · g2 blanques peó · h2 blanques peó · d1 blanques torre · g1 blanques rei | b8 negres torre · f8 negres rei · g8 negres torre · a7 negres peó · b7 negres alfil · c7 negres peó · d7 blanques alfil · e7 blanques alfil · f7 negres peó · h7 negres peó · b6 negres alfil · f6 blanques peó · c3 blanques peó · f3 negres dama · a2 blanques peó · f2 blanques peó · g2 blanques peó · h2 blanques peó · d1 blanques torre · g1 blanques rei | b8 negres torre · f8 negres rei · g8 negres torre · a7 negres peó · b7 negres alfil · c7 negres peó · d7 blanques alfil · e7 blanques alfil · f7 negres peó · h7 negres peó · b6 negres alfil · f6 blanques peó · c3 blanques peó · f3 negres dama · a2 blanques peó · f2 blanques peó · g2 blanques peó · h2 blanques peó · d1 blanques torre · g1 blanques rei | b8 negres torre · f8 negres rei · g8 negres torre · a7 negres peó · b7 negres alfil · c7 negres peó · d7 blanques alfil · e7 blanques alfil · f7 negres peó · h7 negres peó · b6 negres alfil · f6 blanques peó · c3 blanques peó · f3 negres dama · a2 blanques peó · f2 blanques peó · g2 blanques peó · h2 blanques peó · d1 blanques torre · g1 blanques rei | b8 negres torre · f8 negres rei · g8 negres torre · a7 negres peó · b7 negres alfil · c7 negres peó · d7 blanques alfil · e7 blanques alfil · f7 negres peó · h7 negres peó · b6 negres alfil · f6 blanques peó · c3 blanques peó · f3 negres dama · a2 blanques peó · f2 blanques peó · g2 blanques peó · h2 blanques peó · d1 blanques torre · g1 blanques rei | b8 negres torre · f8 negres rei · g8 negres torre · a7 negres peó · b7 negres alfil · c7 negres peó · d7 blanques alfil · e7 blanques alfil · f7 negres peó · h7 negres peó · b6 negres alfil · f6 blanques peó · c3 blanques peó · f3 negres dama · a2 blanques peó · f2 blanques peó · g2 blanques peó · h2 blanques peó · d1 blanques torre · g1 blanques rei | 3 |
| 2 | b8 negres torre · f8 negres rei · g8 negres torre · a7 negres peó · b7 negres alfil · c7 negres peó · d7 blanques alfil · e7 blanques alfil · f7 negres peó · h7 negres peó · b6 negres alfil · f6 blanques peó · c3 blanques peó · f3 negres dama · a2 blanques peó · f2 blanques peó · g2 blanques peó · h2 blanques peó · d1 blanques torre · g1 blanques rei | b8 negres torre · f8 negres rei · g8 negres torre · a7 negres peó · b7 negres alfil · c7 negres peó · d7 blanques alfil · e7 blanques alfil · f7 negres peó · h7 negres peó · b6 negres alfil · f6 blanques peó · c3 blanques peó · f3 negres dama · a2 blanques peó · f2 blanques peó · g2 blanques peó · h2 blanques peó · d1 blanques torre · g1 blanques rei | b8 negres torre · f8 negres rei · g8 negres torre · a7 negres peó · b7 negres alfil · c7 negres peó · d7 blanques alfil · e7 blanques alfil · f7 negres peó · h7 negres peó · b6 negres alfil · f6 blanques peó · c3 blanques peó · f3 negres dama · a2 blanques peó · f2 blanques peó · g2 blanques peó · h2 blanques peó · d1 blanques torre · g1 blanques rei | b8 negres torre · f8 negres rei · g8 negres torre · a7 negres peó · b7 negres alfil · c7 negres peó · d7 blanques alfil · e7 blanques alfil · f7 negres peó · h7 negres peó · b6 negres alfil · f6 blanques peó · c3 blanques peó · f3 negres dama · a2 blanques peó · f2 blanques peó · g2 blanques peó · h2 blanques peó · d1 blanques torre · g1 blanques rei | b8 negres torre · f8 negres rei · g8 negres torre · a7 negres peó · b7 negres alfil · c7 negres peó · d7 blanques alfil · e7 blanques alfil · f7 negres peó · h7 negres peó · b6 negres alfil · f6 blanques peó · c3 blanques peó · f3 negres dama · a2 blanques peó · f2 blanques peó · g2 blanques peó · h2 blanques peó · d1 blanques torre · g1 blanques rei | b8 negres torre · f8 negres rei · g8 negres torre · a7 negres peó · b7 negres alfil · c7 negres peó · d7 blanques alfil · e7 blanques alfil · f7 negres peó · h7 negres peó · b6 negres alfil · f6 blanques peó · c3 blanques peó · f3 negres dama · a2 blanques peó · f2 blanques peó · g2 blanques peó · h2 blanques peó · d1 blanques torre · g1 blanques rei | b8 negres torre · f8 negres rei · g8 negres torre · a7 negres peó · b7 negres alfil · c7 negres peó · d7 blanques alfil · e7 blanques alfil · f7 negres peó · h7 negres peó · b6 negres alfil · f6 blanques peó · c3 blanques peó · f3 negres dama · a2 blanques peó · f2 blanques peó · g2 blanques peó · h2 blanques peó · d1 blanques torre · g1 blanques rei | b8 negres torre · f8 negres rei · g8 negres torre · a7 negres peó · b7 negres alfil · c7 negres peó · d7 blanques alfil · e7 blanques alfil · f7 negres peó · h7 negres peó · b6 negres alfil · f6 blanques peó · c3 blanques peó · f3 negres dama · a2 blanques peó · f2 blanques peó · g2 blanques peó · h2 blanques peó · d1 blanques torre · g1 blanques rei | 2 |
| 1 | b8 negres torre · f8 negres rei · g8 negres torre · a7 negres peó · b7 negres alfil · c7 negres peó · d7 blanques alfil · e7 blanques alfil · f7 negres peó · h7 negres peó · b6 negres alfil · f6 blanques peó · c3 blanques peó · f3 negres dama · a2 blanques peó · f2 blanques peó · g2 blanques peó · h2 blanques peó · d1 blanques torre · g1 blanques rei | b8 negres torre · f8 negres rei · g8 negres torre · a7 negres peó · b7 negres alfil · c7 negres peó · d7 blanques alfil · e7 blanques alfil · f7 negres peó · h7 negres peó · b6 negres alfil · f6 blanques peó · c3 blanques peó · f3 negres dama · a2 blanques peó · f2 blanques peó · g2 blanques peó · h2 blanques peó · d1 blanques torre · g1 blanques rei | b8 negres torre · f8 negres rei · g8 negres torre · a7 negres peó · b7 negres alfil · c7 negres peó · d7 blanques alfil · e7 blanques alfil · f7 negres peó · h7 negres peó · b6 negres alfil · f6 blanques peó · c3 blanques peó · f3 negres dama · a2 blanques peó · f2 blanques peó · g2 blanques peó · h2 blanques peó · d1 blanques torre · g1 blanques rei | b8 negres torre · f8 negres rei · g8 negres torre · a7 negres peó · b7 negres alfil · c7 negres peó · d7 blanques alfil · e7 blanques alfil · f7 negres peó · h7 negres peó · b6 negres alfil · f6 blanques peó · c3 blanques peó · f3 negres dama · a2 blanques peó · f2 blanques peó · g2 blanques peó · h2 blanques peó · d1 blanques torre · g1 blanques rei | b8 negres torre · f8 negres rei · g8 negres torre · a7 negres peó · b7 negres alfil · c7 negres peó · d7 blanques alfil · e7 blanques alfil · f7 negres peó · h7 negres peó · b6 negres alfil · f6 blanques peó · c3 blanques peó · f3 negres dama · a2 blanques peó · f2 blanques peó · g2 blanques peó · h2 blanques peó · d1 blanques torre · g1 blanques rei | b8 negres torre · f8 negres rei · g8 negres torre · a7 negres peó · b7 negres alfil · c7 negres peó · d7 blanques alfil · e7 blanques alfil · f7 negres peó · h7 negres peó · b6 negres alfil · f6 blanques peó · c3 blanques peó · f3 negres dama · a2 blanques peó · f2 blanques peó · g2 blanques peó · h2 blanques peó · d1 blanques torre · g1 blanques rei | b8 negres torre · f8 negres rei · g8 negres torre · a7 negres peó · b7 negres alfil · c7 negres peó · d7 blanques alfil · e7 blanques alfil · f7 negres peó · h7 negres peó · b6 negres alfil · f6 blanques peó · c3 blanques peó · f3 negres dama · a2 blanques peó · f2 blanques peó · g2 blanques peó · h2 blanques peó · d1 blanques torre · g1 blanques rei | b8 negres torre · f8 negres rei · g8 negres torre · a7 negres peó · b7 negres alfil · c7 negres peó · d7 blanques alfil · e7 blanques alfil · f7 negres peó · h7 negres peó · b6 negres alfil · f6 blanques peó · c3 blanques peó · f3 negres dama · a2 blanques peó · f2 blanques peó · g2 blanques peó · h2 blanques peó · d1 blanques torre · g1 blanques rei | 1 |
|   | a | b | c | d | e | f | g | h |   |